# Història de l'Imperi Romà

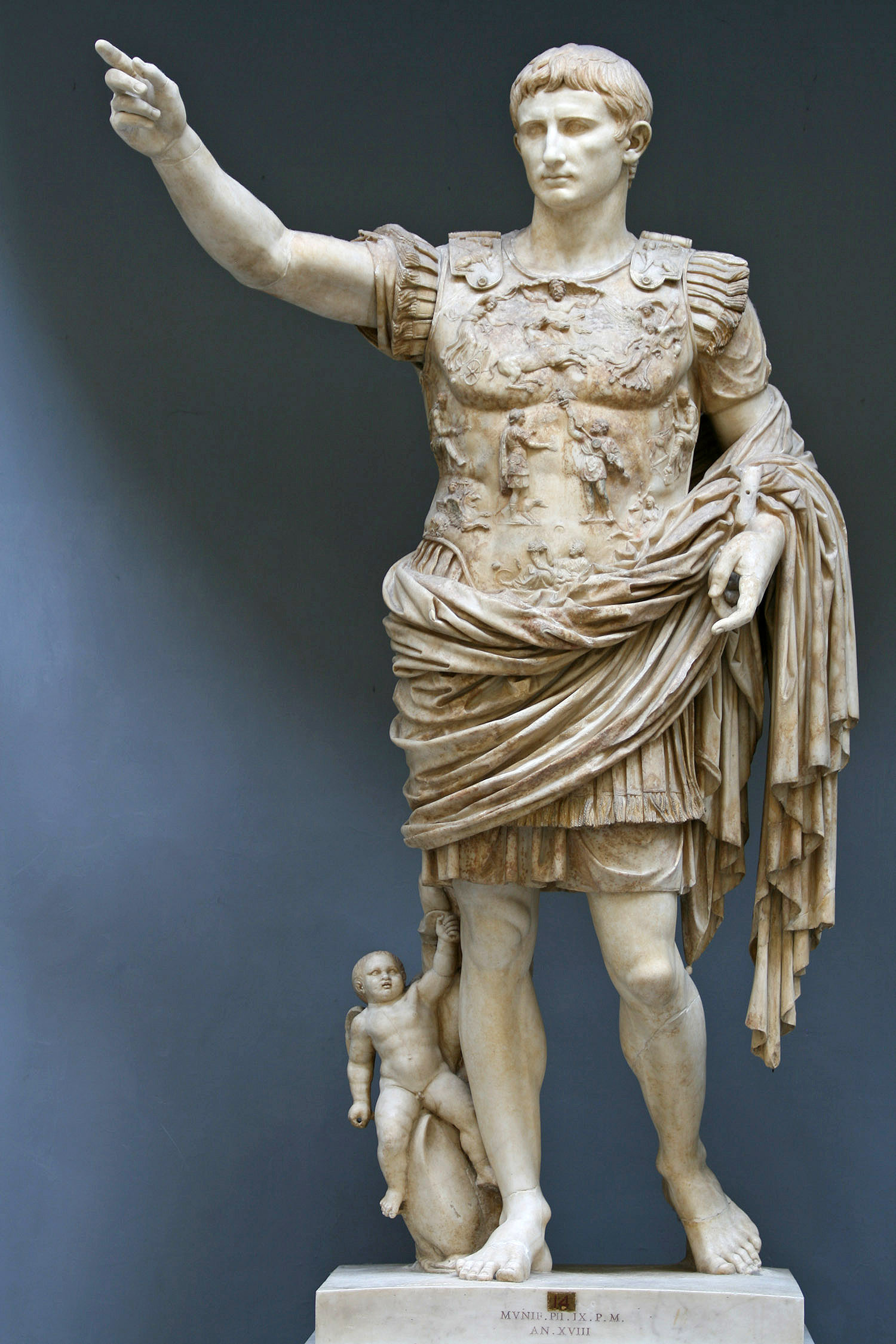
August, fundador de l'Imperi Romà

La història de l'Imperi Romà va començar amb August i va finalitzar el 1453 amb la caiguda de Constantinoble, i va estar marcada per l'ascens i caiguda dels seus màxims responsables. L'Imperi Romà va ser una etapa de la civilització romana en l'antiguitat clàssica caracteritzada per una forma de govern autocràtic. El naixement de l'imperi ve precedit per l'expansió de la seva capital, Roma, que va estendre el seu control a l'entorn del mar Mediterrani. Sota l'etapa imperial els dominis de Roma van seguir augmentant, i arribaren a la màxima extensió durant el regnat de Trajà, des de l'oceà Atlàntic a l'oest fins a les ribes del mar Caspi, el mar Roig i el golf Pèrsic a l'est, i des del desert del Sàhara al sud fins a les terres boscoses a la vora dels rius Rin i Danubi i a la frontera amb Caledònia al nord. La superfície màxima estimada en seria d'uns 6,5 milions de km².
El terme és la traducció de l'expressió llatina Imperium Romanum, que no significa altra cosa que el domini de Roma sobre aquest territori. Polibi va ser un dels primers cronistes a documentar l'expansió de Roma encara com a república. Durant gairebé tres segles abans de Cèsar August, Roma havia adquirit nombrosos dominis en forma de províncies directament sota administració senatorial o sota gestió consular, i també mitjançant pactes d'adhesió com a protectorats d'estats aliats. La seva principal competidora en aquella època era la ciutat púnica de Cartago, que rivalitzava amb la de Roma i per això va ser la primera gran víctima de la república. Les guerres púniques van obligar Roma a sortir de les seves fronteres naturals, la península Itàlica, i a poc a poc va anar adquirint nous dominis que havia d'administrar, com Sicília, Sardenya, Còrsega, Hispània, Il·líria, etc.
Els dominis de Roma es van fer tan extensos que aviat van ser difícilment governables per un Senat incapaç de moure's de la capital ni de prendre decisions amb rapidesa. Així mateix, un exèrcit creixent va revelar la importància que tenia posseir l'autoritat sobre les tropes, amb vista a obtenir rèdits polítics. Així va ser com van sorgir personatges ambiciosos amb l'objectiu principal del poder. Aquest va ser el cas de Juli Cèsar, que no sols va ampliar els dominis de Roma conquerint la Gàl·lia, sinó que va desafiar l'autoritat del Senat romà.
L'Imperi Romà com a sistema polític va sorgir després de les guerres civils que van seguir la mort de Juli Cèsar, en els moments finals de la República Romana. Es va alçar com a mandatari absolut de Roma, fent-se nomenar dictator. Aquesta gosadia no va agradar als membres del Senat romà, que van conspirar contra ell i l'assassinaren durant els Idus de març a les mateixes escalinates del Senat, restablint així la república, però la seva tornada seria efímera. El precedent no va passar desapercebut per al jove fill adoptiu de Cèsar, Octavi August, que seria enviat anys més tard a combatre contra l'ambiciosa aliança de Marc Antoni i Cleòpatra VII.
Al seu retorn victoriós, la implantació del sistema polític imperial sobre un imperi territorial que de fet ja existia, fou inevitable, tot i mantenir les formes republicanes. August va assegurar el poder imperial amb importants reformes i una unitat política i cultural (civilització grecoromana) centrada en els països mediterranis, que mantindrien la seva vigència fins a l'arribada de Dioclecià, que va tractar de salvar un imperi que queia cap a l'abisme. Va ser aquest últim qui, per primera vegada, va dividir l'imperi per facilitar-ne la gestió. L'imperi es va tornar a unir i separar en diverses ocasions seguint el ritme de guerres civils, usurpadors i repartiments entre hereus al tron fins que, a la mort de Teodosi I el Gran, va quedar definitivament dividit.
Finalment el 476 Odoacre va deposar l'últim emperador d'Occident, Ròmul Augústul. El Senat va enviar les insígnies a Constantinoble, la capital d'Orient, formalitzant així la capitulació de l'imperi d'occident. L'imperi oriental prosseguiria diversos segles més sota el nom d'Imperi Romà d'Orient, fins que el 1453 Constantinoble va caure sota l'Imperi Otomà.
El llegat de Roma va ser immens, tant és així que diversos van ser els intents de restauració de l'imperi, almenys en la seva denominació. En destaca l'intent de Justinià I, per mitjà dels seus generals Narses i Belisari, el de Carlemany, així com el del mateix Sacre Imperi Romanogermànic, però cap va arribar mai a reunificar tots els territoris de la Mediterrània com una vegada va aconseguir la Roma dels temps clàssics.
Amb el col·lapse de l'Imperi Romà d'Occident va finalitzar el que s'ha anomenat en la historiografia l'edat antiga i donà pas a l'alta edat mitjana. Per a la fase medieval de l'Imperi Romà, vegeu Història de l'Imperi Romà d'Orient.

## Primeres dinasties
Els primers emperadors des d'August fins a la mort de Neró (27 aC - 68) formaren la dinastia Júlia-Clàudia, que després del període del 68 al 69, l'any dels quatre emperadors, va donar pas a la dinastia Flàvia amb tres emperadors del 69 al 96 i a la dinastia Antonina, “els cinc bons emperadors”, de 96 a 180. El 180 es va iniciar la dinastia Severa, que va durar fins a la mort d'Alexandre Sever el 235.

## August (31 aC-14 dC)

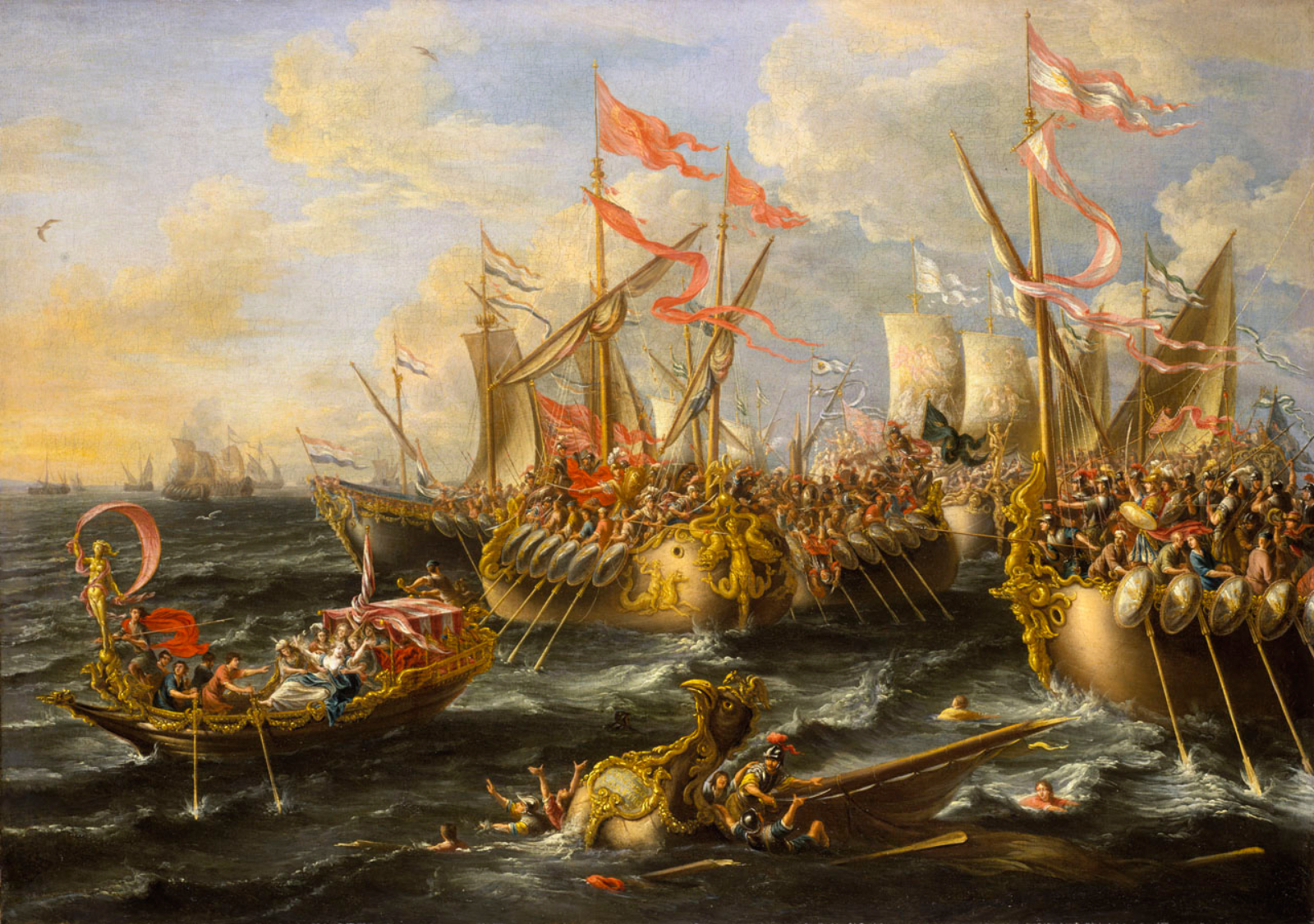
La batalla d'Àccium, de Lorenzo A. Castro, 1672

Amb la victòria d'Octavi sobre Marc Antoni, la república es va annexionar de facto les riques terres d'Egipte, encara que la nova possessió no va ser inclosa dins el sistema regular de govern de les províncies, ja que va ser convertida en una propietat personal de l'emperador, i com a tal, la podia llegar als seus successors. Al seu retorn a Roma el poder d'Octavi fou enorme, tant com ho fou la influència sobre les seves legions.
L'any 27 aC es va establir una ficció de normalitat política a Roma, atorgant a August, per part del Senat, el títol de Imperator Caesar Augustus (emperador Cèsar August). El títol d'emperador, que significa 'vencedor en la batalla' el convertia en comandant de tots els exèrcits. Va assegurar el seu poder mantenint un fràgil equilibri entre l'aparença republicana i la realitat d'una monarquia dinàstica amb aspecte constitucional (Principat), que
compartia les seves funcions amb el Senat, però de fet el poder del príncep era complet. Per això, formalment mai va acceptar el poder absolut encara que de fet el va exercir, assegurant el seu poder amb diversos llocs importants de la república i mantenint l'ordre sobre diverses legions. Després de la seva mort Octavi va ser consagrat com a fill del Divus (diví) Juli Cèsar, la qual cosa el convertiria, a la seva mort, en déu.
En el pla militar August va establir les fronteres de l'Imperi Romà en el que ell considerava que havien de ser els seus límits màxims d'extensió al nord, el limes Elba-Danubi. Així mateix, va finalitzar la conquesta d'Hispània doblegant les últimes tribus del nord de les muntanyes cantàbriques: càntabres i asturs, que romanien encara al marge del control militar romà. Aquesta sagnant lluita final seria coneguda com les guerres càntabres. Tan difícil va ser la tasca que August es va traslladar personalment amb tota la seva cort a la península Ibèrica i establí Tàrraco com a capital provisional imperial. En aquest període l'urbs va experimentar un gran creixement urbanístic. Cap al 17 aC Hispània passa a domini romà per complet, i en quedà el territori organitzat en tres províncies: Lusitània, Tarraconense i Bètica, a més de la província Transduriana, que organitzava els territoris recentment conquerits del Nord-oest, i de l'existència en tenim notícia per un epígraf, aparegut al Bierzo, recentment descobert: l'Edicte del Bierzo.
Al sud, a Egipte va batallar contra les tropes unides de Marc Antoni i Cleòpatra VII, a les quals va vèncer en la batalla d'Àccium (14 dC). Més tard, la conquesta de les terres dels ptolemeus, el general que governava a Egipte quan va morir Alexandre el Gran, i el llinatge era ostentat per Cleòpatra VII, va ser finalitzada des d'Alexandria fins a gairebé el desert del Sàhara.
Al nord, August també va obtenir grans victòries: adquirí per a l'imperi la Germània Magna; els límits se n'estenien al llarg del riu Elba. Però aquesta situació no duraria gaire, August va confiar la direcció de la província a un inexpert governador, Publi Quintili Varus. La seva ineptitud i el seu poc coneixement de les cultures locals, gens acostumades a plegar davant d'un conqueridor, incrementaren els recels dels vilatans. Així va ser com el 9 aC una revolta protagonitzada per Armini va aniquilar les tres legions de Varus en una brutal emboscada coneguda com la batalla del bosc de Teutoburg. La reacció romana permeté evacuar no sense problemes la resta de cossos militars acantonats a la Germània. August, escandalitzat davant el desastre militar, diria a Quintili Varus: "torna'm les meves legions!". Finalment i, malgrat els desitjos inicials d'August, les legions es van retirar a defensar el front del Rin. Així, el sistema de límits nòrdic es mantindria estable fins al col·lapse de l'imperi en la menys ferma frontera Rin-Danubi. August va recomanar al seu successor Tiberi que no tractés d'estendre més enllà les fronteres.

## La dinastia Júlia-Clàudia (14-69 dC)

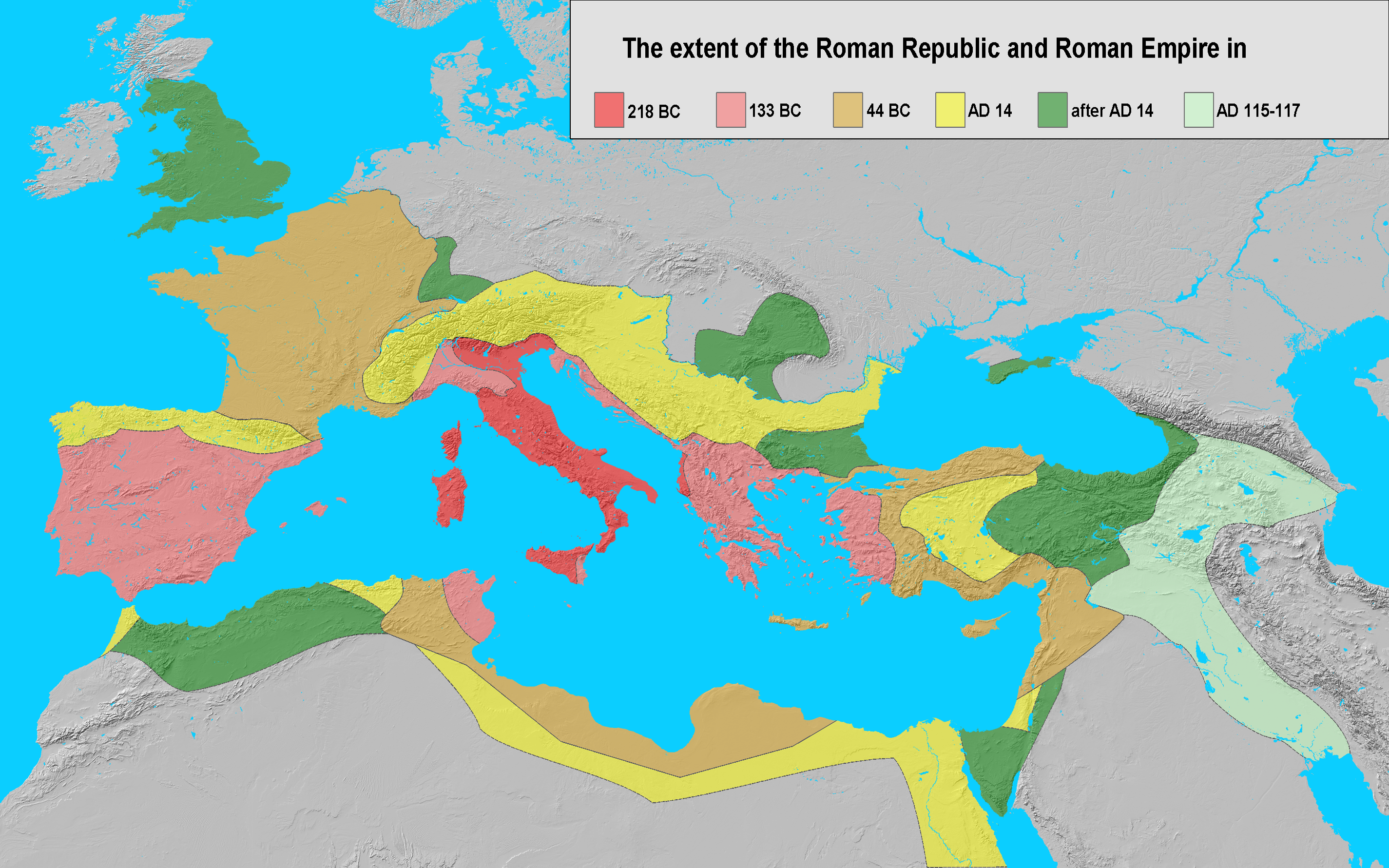
Expansió de l'Imperi Romà el 218 aC (vermell), 89 aC (rosa), 44 aC (taronja), 14 dC (groc), i 117 dC (verd)

Els successors d'August no van demostrar ser especialment dotats, evidenciant les debilitats d'un sistema dinàstic hereditari. Tiberi, Calígula i Neró van ser especialment despòtics, i es deixaren portar fins i tot pels excessos de bogeria que van posar a prova la fortalesa del sistema consolidat sota la sàvia administració d'Octavi.

### Tiberi (14 - 37 dC)
Tiberi era fill de Lívia Drusilla i de Tiberi Claudi Neró. El 18 de setembre de l'any 14, després de la mort d'Octavi, va quedar només en la regència que havia obtingut amb l'acumulació de títols dels anys anteriors. No va adoptar el títol d'Imperator, i va demostrar la seva desafecció al poder des d'inicis del seu regnat. Una de les seves primeres decisions va ser reformar les institucions, per a això va augmentar el poder del Senat donant-li la facultat de nomenar magistrats, de manera que els Comicis, institucions que tenien com a principal tasca aquesta, van ser debilitats. En augmentar el poder del Senat i anul·lar el del poble, Tiberi va buscar equilibrar, augmentant de 3 a 9 cohorts, els efectius pretorians i assignant-li un campament permanent a Roma, la Castra Praetoria. El Senat va començar la publicació de nombroses lleis, recuperant el seu antic poder, alhora que es tornava a l'entitat fiscalitzadora sobre els governadors de les províncies romanes. Als pocs anys d'iniciat el seu regnat, a les regions de Pannònia i Germània, els legionaris es van revoltar exigint pagaments no realitzats. Germànic, un jove i brillant general, i el fill de Tiberi, Juli Cèsar Drus, van ser enviats per sufocar-ne la revolta. Així, Germànic va unir els rebels a la seva causa i va emprendre una campanya a la Germània, travessant el Rin. Aquests fets, units al fet que Germànic recuperà les àguiles de les legions destruïdes en la batalla del Bosc de Teutoburg, van generar eufòria entre el poble i la popularitat de Germànic es va disparar. El 17, després de desenes d'anys sense triomfs, Germànic va commemorar-ne el seu. El 19, Germànic va morir enverinat, sense conèixer-assassí, encara que moltes sospites van recaure en Tiberi. El 23, després de la mort del seu fill, Tiberi es va sumir en un estat depressiu, i lentament va delegar poders en el seu prefecte del Pretori, que exercia el càrrec des de 15, Luci Eli Sejà, fins que, finalment, el 26, Tiberi es va retirar a l'illa de Capri, deixant el poder absolut a Sejà, a qui estimava molt. Els 9.000 soldats que Sejà tenia al seu comandament li donaven el poder de Roma. La mort de Lívia Drusilla, la temible dona, va envalentir al, fins aleshores, moderat Sejà. Va començar una sèrie de judicis contra els seus enemics, executant i robant-los les propietats, i bandejà la descendència de Germànic l'any 30. El 31, es va fer cònsol al costat de Tiberi. Aquest mateix any, un complot senatorial el va portar a judici i posteriorment, a la mort. Va ser reemplaçat pel prefecte del Pretori, Nevi Sutori Macre. En assabentar-se d'això, Tiberi va tornar ràpid a Roma i va iniciar-hi una carnisseria, delmant les files senatorials i executant gairebé tots els seus membres. Molts altres patricis van ser executats, exiliats o empresonats, a causa de la caiguda de Sejà, amic personal de Tiberi. En aquest temps, van començar a sortir a la llum rumors de suposats actes indeguts de Tiberi durant la seva estada a Capri, entre aquests, de perversió sexual. Després d'acabar les seves execucions, Tiberi es va retirar del poder i es va aïllar completament, deixant que l'imperi anés per si sol. Finalment, mor a Misè, el 16 de març de 37, suposadament assassinat, o per Macre, o per Calígula, a qui deixaria el poder en el seu testament per ser fill de Germànic, amb el seu net, Tiberi Bessó.

### Calígula (37 - 41 dC)
Calígula assumeix el poder el 13 de març de l'any 37. El testament de Tiberi li deixava el poder al costat del net de Tiberi, Tiberi Bessó. Amb l'ajuda del prefecte del Pretori, Nevi Sutori Macre, aquest va anul·lar el testament i es va declarar emperador. Calígula havia estat al costat de Tiberi en la seva estada a Capri i s'havia congraciat amb ell. El 28 de març, feia una entrada triomfal a Roma, pel fet que el record del seu pare, el gran general Germànic, unit a l'alegria de la fi de regnat de Tiberi i a la seva joventut, feia augurar bons temps. Els primers sis mesos van ser bastant prometedors. Calígula va repartir una sèrie de recompenses monetàries als pretorians, a les tropes urbanes i a les frontereres. Va absoldre tots els condemnats i exiliats del règim de Tiberi, encoratjant-los a tornar a Roma. Tanmateix, després de sis mesos de regnat, cau greument malalt, i canvia radicalment la forma de governar, encara que no es coneix quina malaltia va patir. No obstant això, Calígula va continuar amb els seus bons actes, publicant les seves despeses personals i reformant profundament les polítiques econòmiques de l'imperi. Tanmateix, va ordenar una sèrie d'assassinats sense judici, incloent-hi Macre, que el va elevar al tron. Entre el 38 i el 39, es va desencadenar una greu crisi econòmica a causa de la fallida de l'emperador, que havia buidat les arques imperials en nombrosos jocs, banquets, recompenses monetàries i en la construcció d'obres públiques. Va començar a multar i fins i tot a assassinar molts senadors i cavallers romans per arrabassar-los el patrimoni i així resoldre la seva alacaiguda situació. Així mateix, va posar impostos a les noces, prostíbuls i judicis. A més, va començar a captar públicament en els actes del circ davant el poble, rebaixant la seva dignitat. Va tergiversar molts testaments per rebre els béns que s'hi establien. Els centurions van tornar les seves propietats rebudes en saquejos, i alguns funcionaris públics van ser multats per corrupció i incompetència. Es va deslligar una enorme fam que va assolar l'imperi, a causa, segons molts historiadors, dels mandats de Calígula. En obres públiques, va reconstruir els ports de Regium i Sicília, i va acabar el Teatre Pompeu i el Temple d'August. Es van construir els canals d'Aqua Claudia i Anio Novus. Amb l'ascens de Calígula, el Senat va perdre el poder adquirit amb Tiberi, cosa que va agreujar les seves relacions. Va executar o humiliar nombrosos senadors sense cap motiu. En el pla militar, Calígula va conquistar Mauritània i va preparar la invasió a Britànnia. Des de l'any 40, Calígula va començar a aparèixer en públic caracteritzat com a déu o semideu. Així, va construir tres temples en el seu honor i va començar a reemplaçar els déus romans per la seva pròpia imatge. En la seva vida privada, Calígula va ser un veritable maníac sexual, va embarassar i prostituir les seves germanes, i fins i tot es diu que va voler que Incitat, el seu cavall, fos cònsol i sacerdot. Casius Querea, finalment, al 41, el va assassinar amb suport del Senat després d'un any d'homicidis per part del dement emperador. Cau el 24 de gener de l'any 41.

### Claudi (41-54 dC)
Claudi era l'oncle de Calígula, i fill d'Antònia Minor i Neró Claudi Drus. Els dies posteriors a la mort de Calígula, va ser proclamat emperador per la Guàrdia Pretoriana, frustrant els plans de Casius Querea d'assassinar la família imperial. Hi havia estat allunyat de la política pel fet que patia de coixesa, tartamudesa, nombroses malalties respiratòries i un caràcter tímid. Només va ser quan Calígula el va nomenar cònsol i senador que va assumir una mica de protagonisme. El seu nomenament, el 24 d'agost del 41, es va realitzar amb l'aprovació del Senat. Aquest havia estat nomenat perquè se li va creure un subjecte fàcilment manipulable. En comptes d'això, Claudi va demostrar ser un dels emperadors més grans de la història romana, sent un hàbil jutge, excel·lent legislador, un geni militar i una persona autoritària, però també piadosa, humil i amable. L'expansió militar va ser notable, annexant Tràcia, Nòric, Lícia, Pamfília i Judea. L'any 43, Claudi va enviar el general Auli Plauci, al costat de quatre legions, a preparar la invasió de Britànnia, que constituiria l'èxit militar més gran de Claudi. Finalment, la victòria romana va ser celebrada al 44. En obres públiques, va acabar els aqüeductes o canals d'Aqua Claudia i Anio Novus. Va construir el port d'Òstia, que facilità el transport de subministraments a Roma. En matèria judicial, va arribar a jutjar nombrosos plets, ja que va agilitar el sistema judicial. Va començar a convidar l'aristocràcia d'altres pobles, bàrbars inclosos, a venir a Roma i fins i tot va nomenar alguns senadors. Va arribar a decretar 20 edictes per dia. Va afavorir els drets dels esclaus en detriment dels senyors, prohibint l'eutanàsia per part d'aquests cap als seus esclaus. Amb el Senat, es va mostrar humil, negant-se a ocupar el seu tron al mig de la sala i seient amb la resta de senadors. A més, els va concedir el control d'antigues províncies imperials, els va permetre encunyar les seves pròpies monedes i fins i tot va rebutjar tots els títols que mereixia per guanyar-se'ls quan fos el moment. Va formar un Senat més eficient i representatiu. Tot i això, molts senadors el van intentar enderrocar, i això generà una dura resposta de Claudi, que executà molts sediciosos. Va concedir un lloc especial als lliberts, donant-los d'una àmplia plataforma d'acció en els òrgans burocràtics. El 38, es va casar amb Valèria Messalina. Durant el seu matrimoni, es van conèixer nombrosos escàndols de Messalina, que era llibertina en excés. No obstant això, l'escàndol que la portaria a la mort va ser quan es va casar amb Caius Sili públicament a Roma, al 48. Per evitar la humiliació, la va enviar a executar. Es va casar, per quarta vegada, amb Agripina la Menor, al 49. El 13 d'octubre de 54, mor, segons molts, enverinat per la seva esposa Agripina.

### Neró (54-68 dC)
Neró va assumir el tron després de la mort del seu padrastre, Claudi, gràcies a les conjures de la seva mare, Agripina la Menor, esposa del difunt emperador, en reemplaçament de l'hereu, Claudi Tiberi Germànic Britànic, que, per ser fill de Claudi, tenia més dret que Neró, que era fill d'Aenobarb. Després d'assumir el tron, el 13 d'octubre, va ser realment la seva mare qui va prendre el poder, mentre que Neró prenia les decisions nominalment. Els 5 primers anys del seu govern van ser moderats, en gran part per la influència que en ell exercien el filòsof i el seu tutor personal, Sèneca, i el prefecte del Pretori, Sixtus Afranius Burrus. Entre les seves mesures va estar intentar frenar la corrupció que s'havia instal·lat al Senat. No obstant això, aviat va voler prendre les regnes del poder amb les seves pròpies mesures, i va anar arrabassant a la seva mare la influència. Agripina, enutjada, va intentar conspirar contra Neró, intentant, ara, enderrocar el seu fill i suplantar-lo per Claudi Tiberi Germànic Britànic. No obstant això, Neró, avançant-se a sa mare, va manar enverinar en un banquet a Claudi Tiberi Germànic Britànic, eliminà així l'únic successor possible, quan aquest va haver complert 14 anys, el 12 de febrer de 55. Va ser en aquells dies, quan Neró va expulsar Agripina del Palatí, la residència imperial. Durant aquest temps, avorrit del seu matrimoni amb Clàudia Octàvia, filla de Claudi, va iniciar un famós romanç amb una de les seves llibertes, Clàudia Actea. Després de l'expulsió de sa mare, la seva autonomia va augmentar i va començar a imposar la seva voluntat, reduint el paper de Burrus i Sèneca a moderadors. El 58, va iniciar un romanç amb Popea Sabina, esposa del general Marc Salvi Otó. En el 59, volent lliurar-se de la seva mare, la va manar assassinar, i ho aconseguí al tercer intent. Amb això, va començar a baixar la seva popularitat. El 62, mor Burrus i Sèneca és acusat de corrupció, de manera que es retira de la vida pública. Després d'això, el mateix any, es divorcia i bandeja a Octàvia i es casa amb Popea. Tria a Gai Ofoni Tigel·lí com a prefecte del Pretori, un hàbil sequaç i malèfic encoratjador dels plans malvats de Neró. El 64, es va produir l'incendi de Roma, que destruiria per complet la ciutat. Molts testimonis asseguren que van veure pretorians calant foc en diferents punts de la ciutat, i la creença que Neró va cantar un poema veient l'incendi de Roma, emulant el de Troia, confirma la creença que Neró en fou l'incendiari. Aquest, per alliberar-se, va culpar els cristians, que ja eren una comunitat nombrosa a Roma, i va iniciar una ferotge persecució contra ells. Les sospites van ser confirmades quan va començar una sèrie de remodelacions al Palatí, amb un cost de més de 100 milions de sestercis, després de l'incendi. El 65 fou descoberta una conjura del senador Gai Calpurni Pisó per derrocar-lo, pel seu excés de poder i per la seva tirania. Després de ser executats molts patricis, Sèneca es va suïcidar després d'admetre que havia escoltat la conspiració. En aquesta època, mor Popea, assassinada accidentalment per Neró després de donar-li una puntada al ventre, quan estava embarassada. El penediment de Neró es veu en la seva recerca infructuosa d'un amant que la reemplacés, i arriba a cercar homosexuals i transvestits. Neró es torna famós per la seva creença que era un excel·lent cantant, poeta i actor, quan la seva habilitat era terrible. Els seus humiliants actes a Roma i altres parts de l'imperi indignaren a l'aristocràcia romana, arribà fins i tot a actuar nu com a Hèrcules a Grècia, i en molts altres papers. Un any abans, el 66, havia esclatat a Judea una poderosa revolta aixafada pel general Tit Flavi Vespasià. El 60, la reina bàrbara Boudica s'havia revoltat contra l'imperi, i fou sufocada la revolta. Entre el 67 i el 68, el governador de la Galia Lugdunensis, Gai Juli Víndex, va revoltar les seves tropes contra Neró. Luci Vergini Ruf, governador de la Germània Superior, el va derrotar, i s'hagué de suïcidar. El juny del 68, el governador de la Hispània Tarraconense, Servi Sulpici Galba, es va revoltar i el Senat el va declarar emperador, i declarà al mateix temps a Neró enemic de Roma. Neró va fugir i es va suïcidar el 9 de juny del 68.

### Galba
Servi Sulpici Galba era el governador de la Hispània Tarraconense des del 61. Després de la revolta de Gai Juli Víndex, va decidir unir-se a la seva causa després d'assabentar-se de la mort de Neró. Així, va reclutar tropes a Hispània i va marxar a Roma, amb el suport general, ja que se'l considerava un fiable candidat al tron. Després de vèncer els seus rivals, el prefecte del Pretori, Ninfidi Sabí, Fontè Capit i Clodi Macer, aconseguí el poder el 9 de juny. No obstant això, la seva avançada edat el va fer extremadament manipulable, i influenciat pels seus consellers més íntims, va prendre moltes decisions polítiques que van resultar un complet desastre; l'adopció del senador Luci Calpurni Pisó, per intentar pujar la seva popularitat, va provocar que el general Marc Salvi Otó es revoltés contra ell a principis del 69. Així, va ser assassinat en una emboscada el 15 de gener en el Fòrum, i els seus enemics a la capital van declarar Otó com a emperador.

### Otó
Marc Salvi Otó va ser reconegut com a emperador pel Senat el mateix dia de la mort de Galba. El nou emperador va ser rebut amb alleujament. Malgrat la seva ambició i cobdícia, a Marc Salvi Otó no se li coneixia que fos tirànic ni cruel, per això s'esperava que fos un emperador just. Però hi havia el problema de Viteli, que portava dies marxant cap a Itàlia des de la Germània.
Viteli comandava les legions d'elit de l'imperi, compostes per veterans de les guerres germàniques, com la I Germànica i la XXI Rapax. Aquests eren els seus millors arguments per a aconseguir el poder. Marc Salvi Otó no tenia intenció d'iniciar una altra guerra civil i va enviar missatgers per proposar una pau i convidar Viteli a ser el seu fill adoptat. No obstant això, era ja massa tard, i l'exèrcit de Viteli va colpejar Itàlia amb una sèrie de victòries menors. Otó va ser finalment derrotat en la primera batalla de Bedríacum. En comptes de fugir i intentar un contraatac, Otó va decidir posar fi al caos suïcidant-se. Havia estat emperador durant poc més de tres mesos.

## Viteli
Viteli després de la notícia del suïcidi de Marc Salvi Otó, va ser reconegut com a emperador pel Senat. Amb l'acceptació garantida, Viteli va sortir de Roma. Malgrat tot, el començament del seu regnat no va ser favorable. La ciutat va acollir amb inquietud l'accés al càrrec com a pontífex màxim de Viteli en la mateixa data de l'aniversari de la batalla d'Àlia (a 394 aC), un dia de mals auspicis per a la supersticiosa societat romana.
Els esdeveniments que seguirien demostrarien la certesa d'aquests temors. Amb el tron fortament assegurat, Viteli va iniciar una sèrie de festes, banquets (l'historiador Suetoni en cita tres en un mateix dia: matí, migdia i nit) i desfilades que van portar la tresoreria imperial a la fallida. Aviat es van acumular els deutes i els prestadors van començar a demanar els pagaments. Viteli va mostrar la seva naturalesa violenta en reprimir amb crueltat l'atreviment dels demandants mitjançant tortures i execucions. Amb les finances imperials en un estat pèssim, Viteli va fer assassinar tots els ciutadans que es diguessin com ell o el seu hereu. Es va deslligar llavors una persecució de qualsevol possible rival convidant-los a palau amb promeses de poder per després assassinar-los.
Mentrestant, les legions estacionades a les províncies d'Orient pròxim, Judea i Síria, van aclamar Vespasià com a emperador. Vespasià havia estat un comandant excepcional a Judea sota el mandat de Neró l'any 67, quan va assumir la tasca de sufocar la revolta jueva. Es va guanyar el suport del governador de Síria, Gai Licini Mucià. Les experimentades legions que havien combatut durament a Judea van marxar sobre Roma al comandament de Mucià. Vespasià va viatjar a Alexandria, on va ser aclamat com a emperador l'1 de juliol i obtingué el control dels vitals subministraments de gra d'Egipte. Tit, el fill de Vespasià, va romandre a Judea per acabar amb la revolta jueva. Abans que les legions orientals poguessin arribar a Roma, les legions danubianes de les províncies de Forta i Mèsia van aclamar Vespasià com a emperador a l'agost i van encapçalar la invasió d'Itàlia al comandament de Marc Antoni Primer. A l'octubre les forces de Primer van obtenir una aclaparadora victòria sobre l'exèrcit de Vitel·li en la segona batalla de Bedríacum.
Envoltat d'enemics, Viteli va fer un últim intent de guanyar-se el suport de la ciutat, subornà i va prometre poder a qui feia falta. Mentrestant, els exèrcits del Danubi estaven cada vegada més a prop. Davant la imminent amenaça, Viteli va tractar de guanyar temps i va enviar uns emissaris acompanyats per verges vestals per negociar una treva i iniciar converses de pau. L'endemà, els missatgers van tornar amb la notícia que l'enemic estava a les portes de la ciutat. Viteli es va disposar llavors a amagar-se i fugir, però abans va decidir fer una última visita al palau. Allà va ser assassinat per un dels soldats de Vespasià. El Senat va acollir l'endemà Vespasià com a emperador. Això va ocórrer el 21 de desembre del 69, el mateix any que havia començat amb Galba en el tron.

## Dinastia Flàvia (69-96 dC)
Aquesta dinastia dels emperadors va sobresortir en l'aspecte de l'administració i la construcció. Van mantenir protegides les fronteres mitjançant campaments militars i van atorgar drets de ciutadania romana als habitants de les províncies de l'imperi.

### Vespasià (69-79 dC)

Vespasià va construir el Colosseu de Roma

Vespasià descendia d'una família de l'orde eqüestre que havia aconseguit el rang senatorial durant els regnats dels emperadors de la dinastia Júlia-Clàudia. Designat cònsol el 51, va guanyar renom com a comandant militar; destacà en la invasió romana de Britànnia (43). Va comandar les forces romanes que van fer front a la revolta dels jueus de l'any 66. Quan es disposava a assetjar Jerusalem, la capital rebel, l'emperador Neró es va suïcidar, sumint a l'Imperi en un any de guerres civils conegut com l'Any dels Quatre Emperadors. Després de la ràpida successió i mort de Galba i Otó i l'ascens al poder de Viteli, els exèrcits de les províncies d'Egipte i Judea van proclamar emperador Vespasià l'1 de juliol del 69. En el seu camí cap al tron imperial, Vespasià es va aliar amb el governador de Síria, Caius Licini Mucià, que va conduir les tropes de Vespasià contra Viteli, mentre el mateix Vespasià prenia el control sobre Egipte. El 20 de desembre, Viteli va ser derrotat i l'endemà Vespasià va ser proclamat emperador pel Senat.
Poca informació ha sobreviscut del regnat de Vespasià després dels seus deu anys de govern. Destaca del seu regnat el programa de reformes financeres que va promoure, tan necessari després de la caiguda de la dinastia Júlia-Clàudia, la seva reeixida campanya a Judea i els seus ambiciosos projectes de construcció com l'Amfiteatre Flavi, conegut popularment com el Coliseu romà. Després de la seva mort, el 23 de juny de 79, va ser succeït en el tron pel seu fill gran, Tit.

### Tit (79-81 dC)
Tit, abans de ser proclamat emperador va aconseguir renom com a comandant militar en servir a les ordres del seu pare a Judea, durant el conflicte conegut com la Primera Guerra judeoromana (67 - 70). Aquesta campanya va patir una breu pausa després de la mort de l'emperador Neró (9 de juny de 68), quan el seu pare va ser proclamat emperador per les seves tropes (21 de desembre de 69). En aquest punt, Vespasià va iniciar la seva participació en el conflicte civil que va assolar l'imperi durant l'any del seu nomenament com a emperador, conegut com l'Any dels Quatre Emperadors. Després d'aquest nomenament va recaure sobre Tit la responsabilitat d'acabar amb els jueus sediciosos, tasca que va realitzar de forma satisfactòria després d'assetjar i destruir Jerusalem (70), el temple va ser arrasat en l'incendi. La seva victòria va ser recompensada amb un triomf i commemorada amb la construcció de l'Arc de Tit.
Sota el regnat del seu pare, Tit va provocar recels entre els ciutadans de Roma a causa del seu servei com a prefecte del cos de guardaespatlles de l'emperador, conegut com la Guàrdia Pretoriana, i també per la seva intolerable relació amb la reina Berenice de Cilícia. Malgrat aquestes faltes a la moral romana, Tit va governar amb gran popularitat després de la mort de Vespasià el 23 de juny del 79 dC i és considerat com un bon emperador per Suetoni i altres historiadors contemporanis.
El més important del seu regnat va ser el seu programa de construcció d'edificis públics a Roma (Tit va finalitzar l'amfiteatre Flavi, conegut comunament com el Coliseu). L'enorme popularitat de Tit també es va deure a la seva gran generositat amb les víctimes dels desastres que va patir l'imperi durant el seu breu regnat, l'erupció del Vesuvi l'any 79 dC i l'incendi de Roma de 80 dC. Després de dos anys en el càrrec, Tit va morir a causa d'unes febres, el 13 setembre del 81 dC. La gran popularitat de Tit va fer que el Senat el proclamés com a déu. Fou succeït pel seu germà menor, Domicià.

### Domicià (81-96 dC)
La seva joventut i els inicis de la seva carrera van transcórrer a l'ombra del seu germà Tit, que va aconseguir un considerable renom militar durant les campanyes de Germània i Judea dels anys 60. Aquesta situació es va mantenir durant el regnat del seu pare Vespasià, coronat emperador el 21 de desembre de 69, després d'un llarg any de guerres civils conegut com l'Any dels Quatre Emperadors. Alhora que el seu germà gaudia de poders semblants als del seu pare, ell va ser recompensat amb honors nominals que no implicaven cap responsabilitat. A la mort del seu pare el 23 de juny de 79, Tit el va succeir pacíficament, però el seu curt regnat va finalitzar abruptament i inesperada a la seva mort per malaltia, esdevinguda el 13 de setembre del 81. L'endemà Domicià va ser proclamat emperador per la Guàrdia Pretoriana; el seu regnat, que duraria quinze anys, seria el més llarg des del de Tiberi.
Les fonts clàssiques el descriuen com un tirà cruel i paranoic, situat entre els emperadors més odiats en comparar la seva vilesa amb les de Calígula o Neró. Això no obstant, la major part de les afirmacions sobre ell tenen l'origen en escriptors que li van ser obertament hostils: Tàcit, Plini el Jove i Suetoni. Aquests van exagerar la crueltat del monarca en efectuar adverses comparacions amb els Cinc Bons Emperadors que el van succeir. A conseqüència d'això, la historiografia moderna rebutja la major part de la informació que contenen les obres d'aquests escriptors en considerar-los poc objectius. Se li descriu com un autòcrata despietat però eficient; els programes pacífics, culturals i econòmics van ser precursors del pròsper segle ii, en comparació amb el turbulent crepuscle del segle i. La seva mort va marcar el final de la dinastia Flàvia, així com la instauració de l'Antonina.

## Dinastia Antonina
Després de la mort de Domicià el 96, el va succeir la dinastia dels Antonins, dels quals els seus cinc primers emperadors van ser coneguts dins de la Dinastia dels Cinc Emperadors Bons, perquè tots van ser savis i van dirigir molt bé Roma. Això fou gràcies a un nou sistema de successió que es basava en la designació del successor, en comptes de ser el parent més proper. És així com es va assegurar una bona successió, fins que Marc Aureli va trencar la norma designant al seu fill Còmmode, decisió que resultaria desastrosa.

### Nerva (96-98 dC)
Nerva, al seu ascens al tron tenia 65 anys; aquest prestigiós senador havia dedicat la seva vida al servei de l'imperi durant els regnats de Neró, Vespasià, Tit i Domicià. Amb Neró com a emperador va ser membre del seguici imperial i va exercir un important paper en el descobriment d'una conspiració contra l'emperador orquestrada pel senador Caius Calpurni Pisó (65). Després d'això se li va recompensar amb dos consolats (71 i 90).
El 18 de setembre de l'any 96, l'emperador Domicià va ser assassinat víctima d'una conspiració palatina en què es van veure implicats diversos membres de la Guàrdia Pretoriana i alguns lliberts. L'endemà el Senat el va nomenar emperador; com a nou monarca va jurar restaurar els drets que havien estat abolits o simplement obviats durant el regnat de Domicià. No obstant això, la seva administració va estar marcada per problemes financers i per la seva falta d'habilitat a l'hora de tractar amb les tropes. Una revolta de la Guàrdia Pretoriana l'any 97 gairebé el va forçar a adoptar el popular Marc Ulpi Trajà com a hereu i successor. Després del que aproximadament van ser divuit mesos de gestió, Nerva va morir de mort natural el 27 de gener de 98. A la seva mort va ser succeït pel seu fill adoptiu, Trajà.
Encara que es desconeix gran part de la vida de Nerva, és considerat pels historiadors antics com un emperador savi i moderat. Aquesta opinió ha estat confirmada pels historiadors moderns, un dels quals, Edward Gibbon, anomena Nerva i els seus quatre successors, els Cinc Bons Emperadors. L'adopció de Trajà com a hereu va finalitzar amb la tradició dels anteriors emperadors, que nomenaven algun dels seus parents com a fill adoptiu en el cas en què no els succeïssin els seus propis fills.

### Trajà (98 - 117 dC)

Amb Trajà l'Imperi Romà va tenir la seva màxima expansió

Trajà va succeir l'emperador Nerva l'any 98. Com a administrador civil, Trajà és conegut sobretot pel seu ampli programa de construcció d'edificis públics, que van reformar la ciutat de Roma i va deixar nombrosos monuments perdurables com el fòrum de Trajà, el mercat de Trajà i la Columna Trajana. Però va ser com a comandant militar que va celebrar els seus majors triomfs. El 101, va llançar una expedició punitiva contra el Regne de Dàcia governat pel rei Decèbal, i derrotà l'exèrcit daci a prop de Tapae al 102, i finalment va conquerir Dàcia completament el 106. El 107, Trajà va anar més a l'est i es va annexionar el Regne nabateu, i establí la província d'Aràbia Pètria. Després d'un període de relativa pau dins de l'imperi, va llançar la seva campanya final el 113 contra Pàrtia, i arribà fins a la ciutat de Susa al 116: aconseguint amb això la màxima expansió de l'Imperi Romà en tota la seva història. Durant aquesta campanya, Trajà va emmalaltir i va morir mentre tornava a Roma. Va ser deïficat pel Senat i les seves cendres es van enterrar sota la Columna Trajana. Li va succeir el seu nebot Hadrià.

### Hadrià (117-138 dC)

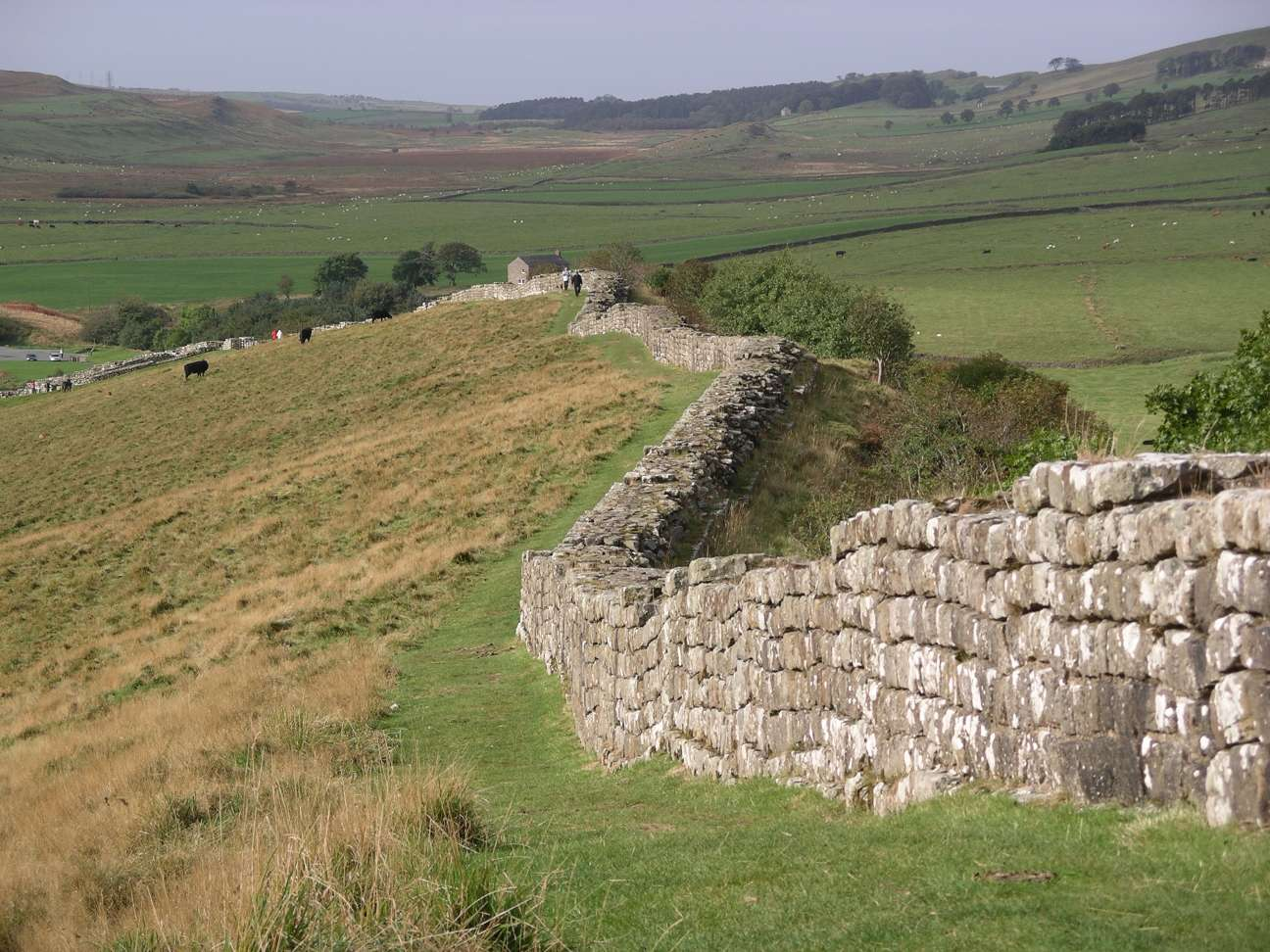
Parts de la Muralla d'Hadrià a Britànnia es conserven avui dia

Hadrià va néixer a Itàlica, o a Roma, en el si d'una família benestant oriünda del Pisè (Itàlia) i establerta a finals del segle iii aC a Itàlica (Hispània Bètica), prop de la moderna ciutat de Sevilla (Espanya). Era nebot segon per línia materna de Trajà, que encara que mai el va nomenar públicament el seu hereu li va donar diverses mostres de preferència durant el seu regnat i, d'acord amb el que manifestà la seva dona, Pompeia Plotina, el va declarar com a tal moments abans de morir.
Encara que és possible que accedís el tron sobretot pel favor de Plotina, la seva condició de possible successor va ser marcada pel mateix Trajà durant el seu regnat. Així, en el període comprès entre els anys 100 - 108 li va concedir la mà de Víbia Sabina, el va nomenar quaestor Imperatoris i comes Augusti, li va regalar el diamant de Nerva com a «esperança de successió» i el va recomanar com a cònsol suffectus, a més d'altres honors i distincions. Encara que era descendent de Trajà, el suport de Plotina i de Luci Licini Sura (mort el 108) van ser determinants en el seu ascens al tron.
Les seves relacions amb el Senat no van ser bones; potser va tenir a veure amb això que Hadrià, a diferència de molts emperadors anteriors, no desitgés exercir el consolat ordinari més que dues vegades, totes dues consecutives i al començament del seu regnat: en el primer semestre del 118, tenint com a col·lega el seu nebot, el Barcinonense Gneu Fusc Salinator, i en el primer quadrimestre del 119, amb Publi Dasumi Rústic, un altre possible parent, aquesta vegada dels Dasumii italicenses. Així mateix, les reformes administratives dutes a terme durant el seu regnat van suscitar l'oposició dels senadors; l'emperador va modernitzar el sistema administratiu estatal ascendint experts i tecnòcrates, cosa que va suposar que moltes seccions de l'administració quedaren en mans d'aquests funcionaris. A causa d'això l'elit senatorial i aristocràtica va veure minvada la seva influència.

### Antoní Pius (138-161 dC)
Antoní Pius, després d'exercir amb un sorprenent èxit els càrrecs de qüestor i pretor, va obtenir el consolat al 120. Va ser posteriorment nomenat per Hadrià com un dels quatre procònsols que administraven Itàlia. La seva tasca durant el seu proconsolat a Àsia va augmentar en gran manera la seva reputació gràcies a la seva bona conducta. Antoní Pius va ser afavorit durant la seva carrera per Hadrià, que el va adoptar com el seu hereu el 25 de febrer de 138, després de la mort del seu fill adoptiu Luci Aeli Verus, amb la condició que el mateix Antoní Pius adoptés a Marc Anni Verus, el fill de la dona del seu germà, Luci, fill d'Aeli Verus, que després es convertirien en els emperadors Marc Aureli i Luci Verus.
El seu regnat va transcórrer pacíficament, tot i una sèrie de disturbis militars que van assolar l'imperi durant el seu govern a Mauritània, Judea i a Britànnia contra els brigants, encara que cap d'aquestes insurreccions es consideren d'importància. Es creu que la insurrecció a Britànnia va portar a l'emperador a erigir el Mur d'Antoní al fiord de Forth i al fiord de Clyde, tot i que va ser aviat abandonat. Va ser un dels pocs emperadors que es van enfrontar a les crisis del seu govern sense sortir d'Itàlia, tractant els assumptes bèl·lics provincials amb governadors o per mitjà de cartes a ciutats com Efes. Aquest estil de govern va ser molt elogiat pels seus contemporanis i per les generacions futures.
Poc es coneix de la política exterior del govern d'Antoní, encara que a jutjar pels esdeveniments conseqüents, no hi hagué importants successos durant aquest període, comparat amb els seus antecessors i predecessors en el tron. Alguns historiadors defensen que va tractar amb gran cura els assumptes de l'imperi, o que potser es va desinteressar dels esdeveniments de l'exterior d'Itàlia, i de la seva inactivitat es van derivar els problemes als quals es va haver d'enfrontar, no sols Marc Aureli, sinó un gran nombre d'emperadors del segle iii.
Antoní Pius va mantenir bones relacions amb el Senat, en contrast amb el seu predecessor Hadrià. El seu regnat, juntament amb el dels seus predecessors Trajà i Hadrià, i el del seu successor Marc Aureli, es coneix com l'Edat d'Or de l'Imperi Romà.

### Marc Aureli (161-180 dC)

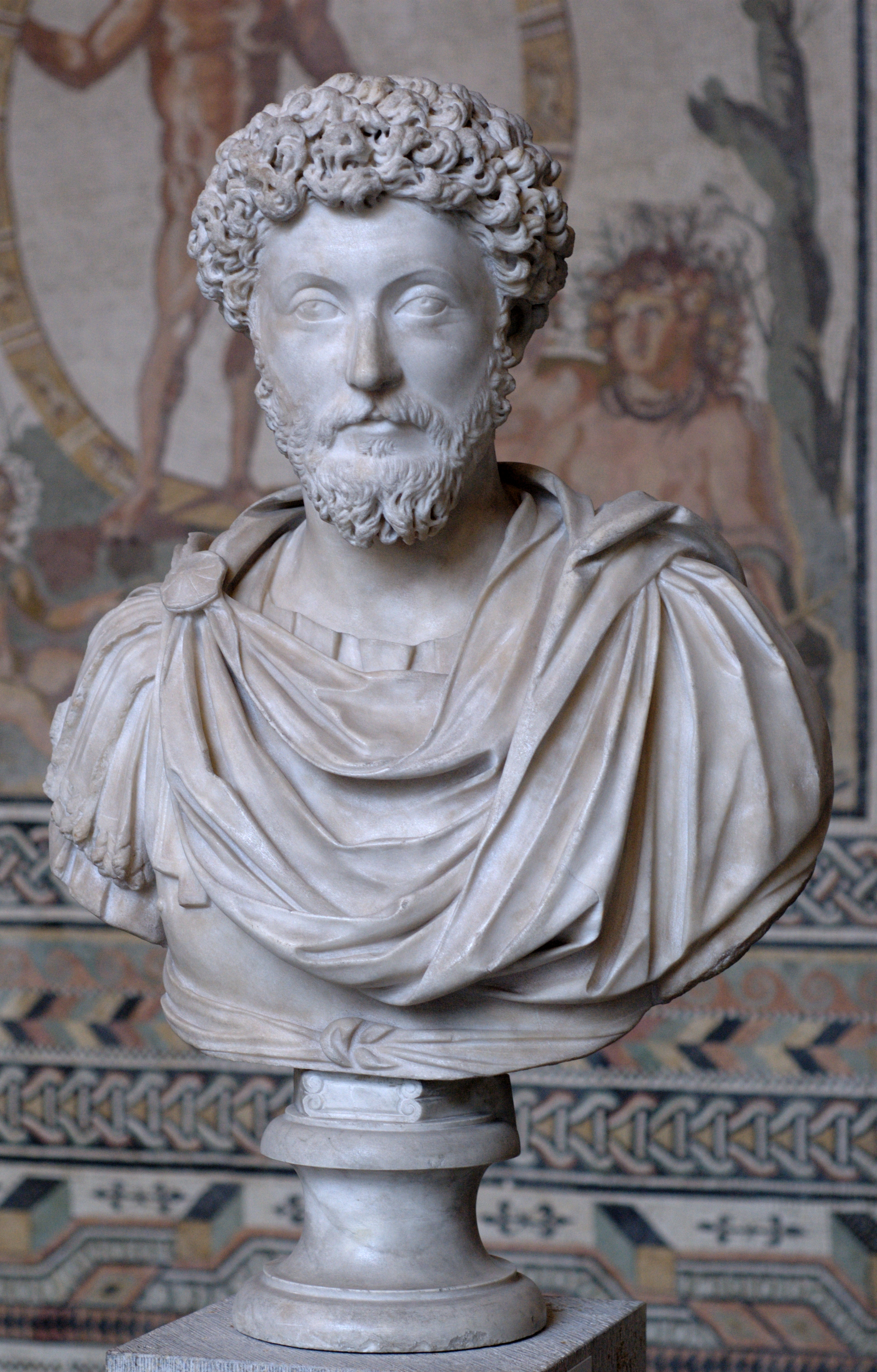
Marc Aureli

El seu govern va estar marcat pels conflictes militars a província romana d'Àsia davant d'un revitalitzat Imperi part i a la Germània enfront de les tribus bàrbares assentades al llarg del Limes Germanicus, a la Gàl·lia i al llarg del Danubi. Durant el seu regnat va haver de fer front a una revolta a les províncies de l'est liderada per Avidi Casius, la qual va aixafar.
La gran obra de Marc Aureli, Meditacions, escrita durant les campanyes de la dècada de 170, encara és considerada com un monument al govern perfecte. És descrita com "una obra escrita de manera exquisida i amb infinita tendresa".

### Còmmode (180-192 dC)
Còmmode va ser el primer emperador que succeïa en el tron el seu pare des del regnat de Tit. El jove fill de Marc Aureli va ser també el primer emperador «nascut per a la porpra» (símbol de reialesa romana), ja que era el primer que naixia quan el seu pare ja havia ascendit al tron.
El seu govern es pot dividir en dues fases: 
- 177-180: regnat conjunt amb el seu pare, Marc Aureli. En aquesta etapa les accions de Còmmode es poden definir com a moderades. Entre altres coses, va lluitar amb els exèrcits del Danubi.
- 180-192: govern en solitari. La manera de regnar del jove va anar degenerant en una paranoia incontrolable que va portar a l'Imperi Romà a una de les seves majors crisis des dels governs de Calígula, Neró o Domicià.

A la seva mort, l'imperi es va sumir en una època de guerres civils coneguda com l'Any dels Cinc Emperadors. Al final d'aquest conflicte va assumir el tron Septimi Sever, que va instaurar la dinastia dels Severs o dinastia Severa.

## Dinastia Severa (193-235)
Després d'un breu període anàrquic Septimi Sever, militar no pertanyent a l'aristocràcia romana, va aconseguir establir una nova dinastia l'any 193, per això havia de sortir victoriós en la major i més sagnant confrontació entre exèrcits romans (la batalla de Lugdúnum). Alexandre Sever és l'últim emperador d'aquesta línia hereditària; dona pas a la tercera anarquia (la primera va ser l'Any dels Quatre Emperadors i la segona la que va precedir els Severs). A partir de llavors es van succeir en el tron diversos emperadors que van arribar al poder gràcies a haver pujat en l'escalafó militar per mèrits sense ser necessàriament de procedència noble. El primer emperador d'aquesta nova era és Maximí el Traci, fill de camperols i procedent d'una zona de l'actual Bulgària.

### Septimi Sever (193-211)
Després de la mort de Còmmode el 31 de novembre de 192, el general Publi Helvi Pèrtinax va assumir el poder, després de pagar un contundent suborn a la Guàrdia Pretoriana. A causa de la política financera de Pèrtinax, que va implicar rebaixar la paga dels pretorians, es va revoltar la Guàrdia Pretoriana, i va acabar assassinat. El ric senador Didi Julià va comprar, en una subhasta pública, el tron imperial.
Després de l'arribada de la notícia de la mort de Pèrtinax, les legions del Danubi, el Rin i la Germània van proclamar emperador Septimi Sever. Després d'un fugaç i maldestre regnat de Julià, aquest va ser executat l'1 de juny per ordre del Senat. El 9 de juny les tropes de Sever entraven a la capital. Per desfer-se de la influència dels pretorians, els va convidar a un banquet en què van ser desarmats, els va reemplaçar per soldats lleials a ell.
El 194, el governador de Síria, Pesceni Níger, es va rebel·lar contra Sever, però acabaria sent derrotat a Issos.
A Britànnia, Clodi Albí va amenaçar el poder de l'emperador, en tenir al seu comandament un poderós exèrcit, però Sever li va atorgar un consolat i el títol de Cèsar, i li apaivagà els ànims. No obstant això, poc després, el 195, Sever es va enfrontar a Albí, que va marxar amb 40.000 soldats contra Sever, en la batalla de Lugdúnum (l'actual Lió), el 196, després de la qual Albí es va suïcidar.
Entre el 197 i el 199 va portar una reeixida campanya contra l'Imperi part, després de la qual va establir la província de Mesopotàmia.
El seu govern, de marcat caràcter militar, va tendir a atorgar favors als militars, com ara la creació de noves legions, l'augment del seu salari i privilegis, la qual cosa va redundar en un augment del seu estatus social, i va fundar noves escoles militars.
Finalment, va emprendre nombroses obres públiques per augmentar la riquesa de Roma. A la seva mort, el 9 de febrer de 211, va nomenar els seus fills Caracal·la i Geta.

### Caracalla (211-217)
Després de la mort del seu pare el 211, l'imperi va quedar sota el govern de Publi Septimi Geta, germà de Caracal·la, i d'aquest mateix. No obstant això, el cruel conflicte entre els germans va acabar amb el suïcidi de Geta el 212, després de pressions de Caracal·la.
Després d'això, Caracal·la es va retirar de Roma i va emprendre una sèrie de campanyes militars. A la Germània, va aconseguir la pacificació de les fronteres. A Alexandria, Grècia, els seus soldats van saquejar i assassinar milers d'habitants, després d'una humiliació a l'emperador, fet que va fer créixer l'odi del poble, ja bastant fomentat amb la mort de Geta i les massives execucions que el van seguir.
En obres públiques, manaria construir unes espectaculars termes a Roma que porten el seu nom, i a més, va decretar la Constitutio Antoniniana, en el 212, que nomenava ciutadans romans tots els habitants lliures de les províncies.
Durant una campanya contra els parts, el prefecte del Pretori, Marc Opeli Macrí, acabaria revoltant-se contra ell. Amb això, va ser assassinat a Pàrtia, i prengué Macrí el poder el 217.

### Macrí (217-218)
Va continuar la campanya de Pàrtia, després d'autoproclamar-se emperador, i després de la batalla de Nísibis (217), que va resultar en empat, va pagar als parts 200 milions de sestercis per aconseguir la pau, que va treure, en part, del sou dels legionaris.
Com que es va proclamar sense el consentiment del Senat, aquest va decidir nomenar un adolescent anomenat Vari Àvit (el futur Heliogàbal) com a successor de Caracal·la. Així, Macrí va veure la seva situació compromesa. El juny del 218 es va enfrontar a les tropes que donaven suport a Heliogàbal i fou derrotat.

### Heliogàbal (218-222)
Després de la derrota de Macrí en la batalla d'Antioquia, el 8 de juny de 218, la legió III Galica, que va proclamar a Heliogàbal, el va instal·lar al tron gràcies a les diligències de la seva àvia, Júlia Mesa.
Però passaria poc de temps abans que les legions romanes es penedissin d'haver-li fet costat. La seva desenfrenada conducta sexual, unida a la seva devoció per un déu nou, van generar ampli rebuig en la societat romana.
Va intentar suplantar Júpiter pel déu Sol Invictus. Aquestes conductes, unides a acusacions com que es prostituïa al Palau Imperial, feren que la seva pròpia àvia, Júlia Mesa, conspirés contra ell, amb el suport del poble i el Senat romà. Es diu que va arribar a casar-se sis vegades amb homosexuals. Va ser assassinat quan tenia 18 anys, i fou reemplaçat pel seu cosí Alexandre Sever.

### Alexandre Sever (222-235)
El nou emperador, tranquil i pacífic, acabaria deixant el poder en la seva mare i àvia, que es van dedicar a reparar els errors comesos durant l'administració d'Heliogàbal. El seu govern va ser poc significatiu, i després d'una campanya contra els sassànides, va realitzar una marxa triomfal a Roma. Durant les seves campanyes contra les tribus de la Germània va ser assassinat per les seves tropes. El seu govern fou l'últim govern civil de Roma i amb la seva mort s'inicien 50 anys de total anarquia militar en l'imperi i finalitza la dinastia Severa.

## Crisi delsegleiii(235-284)
En iniciar el seu govern Maximí el Traci, d'origen got, conegut com el Ciclop, proclamat emperador a Magúncia el 235, es va trobar amb una invasió recent dels germànics alamans al territori fronterer dels Agri Decumates el 234.

Invasions bàrbares. Tots els pobles assenyalats, excepte els huns, són germànics

El mateix any de l'accés al tron de Maximí, Udainath Ben Havian o Hairan (Odenat I) va succeir al seu pare en el govern de Palmira, a l'Orient. Maximí, escollit per les tropes però que no havia desenvolupat anteriorment cap dignitat de rang senatorial o eqüestre, va tenir com a divisa del seu govern mantenir el favor de l'exèrcit (era un dels generals més populars, havent ingressat en files en la guàrdia de l'emperador Sever, que el va elegir per la seva corpulència) i va ignorar completament el Senat, que per la seva part li va mostrar la seva hostilitat. Durant el seu govern hi va haver freqüents execucions i va multiplicar les requises per proveir les tropes. El 236 va aconseguir recobrar el territori dels Agri Decumates, i va començar una guerra contra els iacigis (236-238) i contra els sàrmates (237- 238). El 237 els perses sassànides van envair novament Mesopotàmia. El general emperador va triomfar sobre els iacigis i sàrmates (238), però simultàniament els carps i gots van envair la Mèsia Inferior. La situació era delicada, el sosteniment de l'exèrcit exigia majors aportacions, i els terratinents de la província d'Àfrica van ser els primers a reaccionar; aprofitant el descontentament creat per les condemnes i execucions ordenades per un procurador imperial, els terratinents i el jovent de Tisdre (centre productor d'oliva) van organitzar una revolta amb els seus familiars, clients, esclaus i addictes, i donaren mort al governador provincial; van proclamar emperador l'ancià procònsol Gordià I (descendent dels Gracs, que era a Tisdre) que, per la seva edat, va associar al govern el seu fill Gordià II. Quan es va saber la rebel·lió d'Àfrica, el Senat, hostil a Maximí, va reconèixer el nou emperador. El governador de Numídia, Capelià, partidari de Maximí, va marxar sobre Cartago i va derrotar les forces locals i les reclutades pels terratinents; morí en la lluita Gordià II. El pare d'aquest, Gordià I, que tenia 80 anys, en conèixer la notícia, es va suïcidar. El Senat, no obstant això, va mantenir la seva hostilitat a Maximí, i va designar emperadors conjunts Dècim Celi Calví Balbí (distingit senador) i Màxim Claudi Pupiè (destacat militar), als quals poc després, i sota pressió popular, es va afegir un tercer emperador, Gordià III (de 13 anys), fill de Gordià II. Maximí, que havia designat "Cèsar" Juli Ver Màxim, va marxar a Itàlia per imposar allà la seva autoritat, però va ser derrotat per les forces lleials al Senat a Aquileia, i els seus propis soldats el van assassinar, i també a Ver Màxim.
Balbí i Pupiè van quedar de fet com a emperadors, ja que Gordià III era massa jove, però aviat es van enemistar entre ells i van donar lloc a les conspiracions dels pretorians. Una primera rebel·lió va fracassar, però en un segon intent els dos emperadors van ser assassinats i Gordià III, que comptava amb el suport popular, va ser reconegut com a únic emperador. El prefecte del Pretori, Furi Sabí, va reorganitzar l'exèrcit i va aconseguir rebutjar els carps, gots i perses sassànides. El 240 es van produir combats fronterers amb els francs a la regió de Magúncia (els francs entraven per primer cop a la història), i els gots van tornar a efectuar incursions a Tràcia i a Mèsia, que van ser rebutjades; a l'any següent (241) els perses sassànides atacaren la província d'Osroene (a Mesopotàmia) i amenaçaren Síria. Gordià es va casar amb Tranquilina, filla de Timesiteu, prefecte del Pretori, sota consell del qual va expulsar de la cort els eunucs, i va organitzar una forta expedició contra els perses. Aquests van ocupar la resta dels territoris romans a Mesopotàmia, i una part d'Armènia (242). Les forces romanes i les perses es van enfrontar, i en una batalla a prop del riu Eufrates va morir Timesiteu (probablement el 243): el succeí en el càrrec un àrab anomenat Marc Juli Felip, que aviat es va enfrontar a Gordià III, i poc després es creu que el va fer assassinar (244), si bé la versió persa diu que Gordià va morir en combat contra els sassànides i que va ser llavors quan Felip es va proclamar emperador; va acordar la pau amb Pèrsia, que comprenia el pagament d'una forta suma i el lliurament d'un tribut. Sigui com sigui, Felip l'Àrab va ser aclamat emperador per les legions i va designar "Cèsar" el seu fill Marc Juli Sever.
Felip va tractar de fer-se reconèixer pel Senat que, després de certes vacil·lacions, hi va accedir. Va signar probablement la pau amb Pèrsia (encara que es va difondre el rumor que la pau havia estat ajustada per Gordià abans de la seva mort), i de fet va renunciar tàcitament a Mesopotàmia i a part d'Armènia, ja ocupades pels sassànides. El 246 el seu fill Felip II va rebre el títol d'"August", és a dir, coemperador. Però en diverses províncies van sorgir pretendents, sense que el reconeixement del Senat als Felip pogués impedir-ho.
Les legions d'Orient es van revoltar el 248 i van proclamar Papiè, però els rebels van acabar sotmetent-s'hi; poc després (ja el 249) les legions de Pannònia i Mèsia (temoroses dels invasors gots que havien envaït la regió des de feia uns mesos) van proclamar emperador el centurió Marí, i les del sud de la Gàl·lia van proclamar Claudi Marci Pacacià. Felip va enviar contra els rebels de Pannònia i Mèsia (i per frenar els gots que des de feia uns mesos assolaven la regió) el general pannoni (nascut a Budalia, prop de Sírmium) de rang senatorial C. Mesi Quint Trajà Deci, emparentat per matrimoni amb una antiga família italiana. L'any 248 els sàrmates van envair Dàcia i a l'any següent també els gots van efectuar incursions a la regió del Danubi. Quan el general Deci va arribar a la zona danubiana, les legions van abandonar Marí, que va ser assassinat, i van proclamar emperador per força Deci.
Aquest no es va enfrontar a sàrmates i gots, sinó que va dirigir les seves forces a Itàlia, amb intenció de renunciar a la corona després de prendre algunes mesures urgents, però Felip, desconfiant d'ell, li va sortir a l'encontre amb tropes, que van ser derrotades per Deci a Verona (249), morí en la lluita Felip i fou reconegut Deci emperador pel Senat (no és segur si Felip II va morir en la mateixa batalla o va ser assassinat a Roma pels pretorians després de conèixer la mort del pare). Després de posar fi a la rebel·lió de Pacacià i dictar mesures contra la secta oriental dels cristians (que aquests anomenaren la setena persecució i que va ser el primer edicte general ordenant-la), va preparar una expedició al Danubi per combatre els gots (250- 251). El 250 Hairan o Havian II va succeir al seu pare en el govern de Palmira i en aquest mateix any Deci va nomenar "Cèsar" el seu fill Deci II Volusià i el va enviar al Danubi. A Síria es va sublevar Jotapià, que es va proclamar emperador, però va acabar vençut i executat. El 251 la lluita contra els gots, a Mèsia i Tràcia, va adquirir protagonisme (van ocupar diverses ciutats i van derrotar Deci II a Beroe. El governador de Tràcia, Gai Juli Prisc, es va proclamar emperador. Deci I va partir de Roma, i es reuní amb Deci II Volusià, i després de derrotar Prisc, es va enfrontar als gots: aconseguí vèncer-los repetidament, fins que en una última batalla a Abritium (Dobrudja) van trobar la mort (novembre del 251).
El governador de Mèsia, Gai Vibi Trebonià Gal, va ser aclamat emperador, i va associar al govern Hostilià, un altre fill de Deci I. Gal, comprenent que era difícil combatre, va comprar la pau als gots, als quals va oferir una gran quantitat d'or per la seva retirada (251). Els gots no van respectar el tractat i van tornar a envair Mèsia, però van ser rebutjats pel seu governador Marc Emili Emilià, el qual va prometre als legionaris els diners que havia de lliurar als gots; després de la victòria els legionaris el van aclamar com a emperador (252). A Roma, mentrestant, es va desencadenar una epidèmia de pesta que es va estendre a altres províncies (252 al 266), i va morir el cèsar Hostilià. Gal va associar llavors el seu propi fill Volusià Gal, i va preparar la lluita contra el seu rival Emilià. Mentre els sàrmates tornaven a assolar Dàcia. (252) i a Palmira moria Havian II i se succeïa el seu germà Odenat II, casat amb Zenòbia. L'any 253 Gal va enviar contra Emilià el general i senador Publi Aureli Licini Valerià, però les tropes van aclamar-lo com a emperador (Valerià I). Gal i el seu fill Volusià van acudir a sotmetre els rebels personalment, però les seves tropes es van passar a Emilià, i Gal i Volusià van morir a mans dels soldats a Terni (febrer del 254).
Emilià va quedar com a únic emperador, i fou reconegut pel Senat. Els alamans i francs van travessar el Rin i van penetrar a les Gàl·lies. Emilià no va trigar a ser assassinat pels seus propis soldats a Spoleto quan es va presentar Valerià I, que va ser reconegut emperador pel Senat, i designà "Cèsar" el seu fill Publi Licini Gal·liè.
Valerià va confiar poc després el govern de les províncies occidentals al seu fill Gal·liè, amb el títol d'"August", iniciant així un fraccionament de l'imperi que acabaria sent definitiu. Gal·liè va rebutjar els alamans quan ja penetraven a Itàlia, però el seu pare no va poder impedir les incursions dels gots que arribaren fins i tot a la costa d'Àsia Menor (a més de Mèsia, Tràcia i Macedònia), ni tampoc una incursió del poble dels boranis (que van travessar en vaixells la mar Negra) que encara que va ser inicialment rebutjada van acabar ocupant Trebisonda (253). Gal·liè va combatre amb fortuna i va expulsar els alamans i francs (254) però va haver de fer front a una nova amenaça: les incursions dels nòmades a la província d'Àfrica: va aconseguir derrotar-los completament després de sis anys de combats (254- 260). Valerià va controlar els gots i altres pobles, i va fer front a les incursions dels sàrmates, que el 254 van dirigir atacs cap a Pannònia. A partir del 255 Valerià va haver de dirigir l'atenció a la frontera persa, ja que les posicions romanes a Armènia, Síria i Capadòcia estaven amenaçades pels sassànides; els gots van renovar les seves incursions. El 257 es va produir una nova onada de repressió contra la secta dels cristians (anomenada la vuitena persecució, que va acabar més tard per ordre del seu fill Gal·liè quan aquest va arribar a emperador) i el mateix any es va produir el famós incident d'Antioquia de l'Orontes, ciutat ocupada pels perses, quan part de la població estava al teatre, adonant-se de la conquesta quan ja els perses havien pres la ciutat.
El 258 el governador de les Gàl·lies, Marc Casià Latini Pòstum, es va sublevar i les legions el van proclamar emperador a Trèveris, mentre les legions de Pannònia proclamaven Dècim Leli Ingenu (o Inganul). Pòstum es va apoderar de la Tarraconense (cap al 259) i altres províncies, i hi governà fins al 267, i en aquest any el va succeir el seu fill Marc Piavoni Victorí, del qual no se sap si també va dominar la Tarraconense.
Mentrestant Valerià va combatre durament contra els perses (258, 259, 260) fins que va ser capturat "més enllà de Carrhae i d'Edesa" i morí en captiveri sense que se sàpiga ni quan ni com; al costat de l'emperador van ser capturats el prefecte del Pretori, diversos senadors i oficials de la legió, a tots els quals els perses (segons la seva pròpia versió) van deportar a Pèrsia; es creu que Valerià va ser objecte de tota classe d'humiliacions i va morir cap al 269, però la versió que ho assegura és poc fiable; després d'això van ser devastades i ocupades totalment o parcial Síria, Cilícia i Capadòcia. Els gots simultàniament havien renovat les seves incursions cada vegada més audaces i devastadores (el 259 van arribar fins a Atenes), i els sàrmates continuaven igualment els seus atacs a la Pannònia.
Gal·liè a l'Occident va haver d'abandonar les regions renanes, el govern de les quals va confiar al seu germà Publi Licini Corneli Valerià Saloni, que va intentar sotmetre a Pòstum (259), i aprofitant aquestes lluites els alamans i els francs van tornar a penetrar a les Gàl·lies (es creu que els francs van entrar com a mercenaris de Pòstum, encara que després van actuar pel seu compte) i els primers es van apoderar del Nòric i Rècia. Pòstum es va apoderar del quarter general de Saloní a Colonia Agrippina, i fou capturat i executat el mateix Saloni. Llavors Pòstum va poder estendre la seva autoritat a la Tarraconense, al nord d'Itàlia i a Britànnia. El 260 els alamans es van apoderar d'Helvècia o Rècia (l'actual Suïssa), i els quades del nord de Pannònia (l'actual Hongria), el governador de la qual, Ingenu, s'havia proclamat emperador.
Després de la desaparició de Valerià l'anarquia més completa regnava a l'imperi: Gal·liè (un dels emperadors més civilitzats de l'època, que va protegir el filòsof Plotí i probablement altres representants de la cultura, va escriure versos en grec i llatí i es va sentir atret per la cultura grega arribant a ser arcont d'Atenes i a iniciar-se en els misteris d'Eleusis) es va proclamar emperador únic, però altres li disputaven el poder, especialment Pòstum i Ingenu, i també Pisó Tessàlic (que es va proclamar emperador a Tessàlia), Valeri Valent (proclamat a Acaia), el general Fluvi Macrià conegut com a Macrià Major i els seus fills Macrià II (Macrià Menor i Emès Quiet (reconeguts a Egipte), el daci Quint Noni Regilià (aclamat a la Mèsia Segona) i Publi Casi Regalià, descendent d'Avidi Casi (aclamat a Mèsia Primera i que va associar al tron la seva mare). També s'esmenta a un tal Saturní, assassinat després pels soldats que el van elegir, en intentar imposar una disciplina rígida.
Els perses estaven assolant Cilícia, Síria i Capadòcia. Valent va aconseguir derrotar Pisó (que abans de proclamar-se emperador havia estat partidari de Macrià i havia enviat per aquest contra Valent, llavors fins i tot partidari de Gal·liè), però va ser assassinat al cap de sis setmanes pels seus propis soldats. Ingenu va ser derrotat per Gal·liè i es va suïcidar. Regalià es va sostenir a Mèsia fins que es va sotmetre el 263. Regilià va morir en combat també el 263. Macrià Major es va traslladar a Il·líria per combatre a Gal·liè, però també va ser derrotat per aquest i es va suïcidar (261), morí també el seu fill Macrià II; va quedar únicament Emès Quiet com a emperador a Orient, però vençuts els seus partidaris (entre ells el general Calixt) amb l'ajuda d'Odenat II de Palmira, Quiet va haver de refugiar-se a la ciutat de Palmira, governada per l'esmentat Odenat II i la seva dona Zenòbia, on va ser executat per ordre d'Odenat II, aquest va aconseguir rebutjar els perses (262), i s'apoderà dels territoris abandonats per ells (Síria i Mesopotàmia). El prefecte d'Alexandria, Mussi Emilià, es va proclamar emperador (262) però va ser derrotat pel general Teodot, addicte a Gal·liè. A Àfrica es va rebel·lar Gai Titus Corneli Cels, que també va prendre el títol reial, però els habitants d'una ciutat addicta a Gal·liè es van sublevar i Cels va morir en la lluita (262). Gal·liè, hàbil polític, va associar al tron Odenat II, i li va concedir el govern d'Orient. En aquests anys els francs van penetrar a la Gàl·lia i a la Tarraconense, i els gots, hèruls i sàrmates van continuar les seves devastacions.
Mentrestant Pòstum, governador de la Tarraconense, va associar (265) al govern els seus dos fills Victorí I i Pòstum II. Cap al 266 Odenat II de Palmira, després de vèncer repetidament els perses, dominava Síria, Mesopotàmia, Cilícia, Aràbia, Capadòcia i part d'Armènia. Un pirata de Cilícia, Trebelià, es va proclamar també emperador (266). El mateix any es va produir un atac marítim dels gots a la costa gal·la, rebutjat per Pòstum. Les forces que van combatre els gots, reunides a Magúncia, es van rebel·lar i van aclamar emperador el general Ulpi Corneli Lolià o Lelià, però Pòstum el va assetjar (266). El 267 les forces de Pòstum, que assetjaven Magúncia i que havien vençut als germànics, van prendre la ciutat, però Pòstum no va permetre'n el saqueig i llavors els soldats el van assassinar al costat del seu fill Pòstum II, i també a Lelià, i van proclamar emperador l'altre fill, Victorí, que va associar al govern la seva mare Victorina. El general daci Aureol es va sublevar a Itàlia i també es va proclamar emperador (267) mentre el general Causisol, lleial a Gal·liè, derrotava i donava mort al pirata isàuric Gai Anni Trebelià.
El 267 els hèruls van partir amb naus des de Crimea i van assolar Grècia: arribaren fins a Atenes, Corint i Esparta. En aquest mateix any va ser assassinat Odenat II pel seu cosí Meònies i el va succeir el fill d'Odenat, Atenodor, sota regència de la seva mare Bat Zabbai (Zenòbia), que mesos després es va independitzar de Roma (268). Aquest mateix any els francs van tornar a assolar les Gàl·lies i la Tarraconense i potser altres províncies d'Hispània, però Victorí va aconseguir controlar-los. Els gots van travessar el Danubi i van ocupar Macedònia, Grècia i les illes, incloses Xipre i Rodes, i la costa d'Àsia Menor, mentre un altre grup de gots va envair Mèsia cap a Macedònia, amb intenció de tallar les comunicacions entre Occident i Orient.
Una conspiració de generals va provocar que Gal·liè fos assassinat poc després per un dels seus soldats, quan intentava sotmetre a Aureol i va pujar al tron imperial el principal conspirador, el general dàlmata Marc Aureli Claudi, anomenat després "Claudi II el Gòtic", comandant de cavalleria de rang eqüestre, aclamat per les legions d'Il·líria (24 de març del 268) i reconegut pel Senat mentre les legions d'Àfrica proclamaven Api Claudi Censorí, que es va negar primer a acceptar-hi, però finalment ho va fer, i va imposar una disciplina tan rígida als seus soldats que aquests es van rebel·lar i li van donar mort després de set dies de govern, com havia ocorregut abans amb Saturní.
Claudi va sotmetre a Aureol (al qual va capturar després de prendre Milà, i el feu executar), i va rebutjar una invasió dels alamans cap a Itàlia (268), però a l'any següent va haver de permetre l'assentament dels gèpides al nord de Dàcia, que de fet ja estava en poder d'hordes de gots, mentre Zenòbia s'apoderava d'Egipte. Però a l'any següent va aconseguir una victòria decisiva sobre els gots a Naisus (269). Claudi va morir de pesta a Sírmium el 270, després d'haver aconseguit controlar els atacs germànics (si bé aquest mateix any els alamans i els marcomans van envair Itàlia, però després de diverses alternatives van ser rebutjats).
El mateix any va morir Victorí (que el 269 havia reprimit sagnantment una rebel·lió de la ciutat d'Autun, bastió dels gals partidaris de Roma contraris a l'autonomisme, que va estar set mesos assetjada) i un ferrer anomenat Marc Aureli Mari va ser proclamat emperador, però va ser aviat assassinat i el succeí Tètric I, governador d'Aquitània amb el seu fill Tètric II com a "Cèsar" (s'ignora igualment si Mari i Tètric van governar a la Tarraconense).
A la mort de Claudi va ser proclamat el seu germà Quintilià per les legions d'Itàlia, però les legions de Pannònia van aclamar el general (probablement pannoni) Domici Lluci Domici Aurelià comandant de cavalleria de rang eqüestre, que va ser reconegut pel Senat i Quintilià es va suïcidar després de 17 dies de regnat. Aurelià va poder restaurar l'autoritat imperial sobre la totalitat de l'imperi, sobretot després de la reconquesta parcial d'Egipte (271), la victòria sobre Zenòbia de Palmira (272), la reconquesta total d'Egipte (273) i la submissió de Tètric I (274). Amb els iutungs, vàndals, sueus i sàrmates es van concertar tractats de pau, i una victòria amb els gots va permetre també arribar a un acord pel qual se'ls cedia gran part de la província de Dàcia (270), amb la qual cosa els colons van haver de ser concentrats en les noves províncies de la Dàcia Ripense i la Dàcia Mediterrània (271). Els alamans, juts i vàndals que van envair Itàlia van ser derrotats (271), encara que el perill va ser tan gran que es va iniciar la construcció de grans muralles per a Roma (anomenades les muralles aurelianes), i el 272 es va prendre Palmira i part d'Egipte i es va sufocar una rebel·lió a Alexandria, amb un nou pretendent al capdavant. El 273 Palmira, que s'havia rebel·lat, va ser arrasada, Egipte totalment sotmès i Tètric vençut a Catalaunum, després es va sotmetre Britànnia i part de les Gàl·lies (Tètric, que residia a Trèveris, s'hi va sotmetre el 274).
Aurelià va ser assassinat el 275 en un complot organitzat pel llibert Mnèster. En aquest any o més probablement ja el 276, l'onada més important de bàrbars germànics va penetrar a les Gàl·lies i a la Tarraconense: estava formada per prop de mig milió de persones (guerrers, famílies, esclaus, aventurers..., amb una xifra estimada de 450. 000). Valerià va obligar els curials a buscar gent per portar a les terres abandonades, o si no n'hi hagués, haurien de pagar el tribut meritat per aquestes terres de la seva pròpia butxaca. A la mort d'Aurelià l'exèrcit va demanar al Senat l'elecció d'emperador, i encara que el Senat va intentar eludir la designació, i durant sis mesos el tron va romandre vacant, finalment el Senat va accedir a la designació, i en recaié en el degà de l'òrgan, l'italià Marc Claudi Tàcit (25 de setembre del 275), que tenia 75 anys.
Marc Claudi Tàcit va voler governar a l'estil de Trajà, però aviat va ser assassinat per tropes revoltades (abril del 276). El seu germà Marc Antoni Florià va ser proclamat per algunes legions i reconegut pel Senat, però les legions d'Orient van proclamar Marc Aureli Probe, destacat general d'origen pannoni, que va vèncer a Florià (que va ser assassinat pels soldats) i va ser reconegut pel Senat. Probe va ajustar la pau amb Pèrsia (277), va acabar amb els invasors germànics, dels quals en va matar un gran nombre, i a molts altres els va establir en diversos punts (277- 280), entre ells els francs a les Gàl·lies; molts germànics van ser admesos a l'exèrcit; els borgonyons i els vàndals silinges que van envair Rècia, i els blèmies que van envair Egipte van ser rebutjats el 278 i aquests últims sotmesos a l'any següent; el 279 es va renovar la pau amb Pèrsia i va ser sufocada una rebel·lió dels isauris; a l'any següent els germànics van renovar les incursions a les Gàl·lies, i el general lígur Titus Ili Pròcul va ser proclamat emperador per les legions i va aconseguir rebutjar-los, però després es va lliurar als plaers, i els germànics van tornar a l'atac; la flota del Rin al comandament del general Quint Bonós (lleial a Probe) va ser incendiada el 280 i Bonós, davant el desastre i les possibles represàlies, es va fer proclamar emperador. Probe va derrotar Pròcul, que va ser executat el 281 i Bonós, derrotat al seu torn, va fugir a Colònia Agripina, on es va suïcidar.
L'any següent es va combatre contra els sàrmates i els quades, i es van reprendre les lluites contra Pèrsia; la rebel·lió dels bagaudes de la Gàl·lia va concloure amb la derrota dels caps insurrectes Armand i Elià; però l'exèrcit que s'ocupava d'assecar els pantans de Sírmium, lloc d'origen de Probe, es va amotinar i Probe va ser assassinat. El prefecte del Pretori, Marc Aureli Car, va ascendir al tron, i va designar cèsars els seus fills Carí i Numerià, i vencé la resistència d'un rival a la regió de Verona.
A l'any següent (283) Car va organitzar una expedició contra Pèrsia, els inicis de la qual van ser victoriosos, però la mort de l'emperador (una profecia havia predit la mort de qui travessés el Tigris) va truncar l'ofensiva. Numerià, que es trobava amb les tropes, va ordenar-ne el retorn, mentre el seu germà Carí feia front a una nova incursió dels alamans. Durant el retorn de les tropes el 284 Numerià (que acabava d'ajustar una pau amb Pèrsia desavantatjosa per a Roma) va emmalaltir i es va tancar en la seva tenda sota cura del seu sogre Arri Aper, prefecte del Pretori, i al cap d'uns dies se'l va trobar mort (12 de setembre del 284). Es va obrir una investigació i un tribunal de generals va elegir emperador el cap de la guàrdia pretoriana Valeri Aureli Diocles, anomenat Dioclecià (17 de setembre del 284), d'origen dàlmata, que va declarar Aper culpable de la mort de Numerià (Dioclecià el va fer matar). Carí es va disposar a sotmetre's al nou emperador, mentre les legions de Pannònia llançaven la proclamació del seu governador Julià III. Carí va vèncer a Julià, que va morir el 284, i va marxar contra Dioclecià, al qual va vèncer a Margus (Mèsia Superior), però va ser assassinat per un tribú de les seves pròpies tropes a causa d'una disputa personal referida a la dona del tribú. Llavors Dioclecià va ser reconegut com a emperador únic, i associà al govern (amb el títol d'August i el govern d'Occident), el seu amic el general Maximià.

## Bagaúdia, pesta i bandidatge
A la segona meitat del segle iii les tropes i els funcionaris es van convertir en una càrrega molt pesada (de fet insuportable) per a la població, i els pagesos de la Gàl·lia es van revoltar i donaren origen al moviment anomenat Bagàudia o dels Bagaudes. El bandidatge es va desenvolupar conseqüentment i va obligar a adscriure molts soldats a llocs de guàrdia dispersos.
En determinats moments del segle iii la pesta va arribar al territori de l'imperi (després de la campanya de regió de Pàrtia el 166, però al segle iii es van patir diverses pestes mortíferes (252, 260, 270...), que van causar un descens de la població apreciable, i que va ser un dels factors principals que van causar l'abandonament de terres fèrtils (el període entre el 252 i el 266 va ser pràcticament un període de pesta). Segons el bisbe d'Alexandria, Dionís (+ 264), els cristians cuidaven els seus malalts durant la pesta (la del 260), mentre que els pagans n'abandonaven els seus, que si bé és un testimoni interessat, té aspectes de credibilitat.
La falta de terres i persones provocava la incapacitat per mantenir un gran exèrcit en peu de guerra. La desaparició de la petita pagesia anava lligada sovint a una extensió de la gran propietat, puix que els propietaris majors s'ocupaven de les prestacions a les quals els petits pagesos no podien fer front, i a canvi aquests els lliuraven les seves terres a baix preu (i probablement continuaven ocupant-les com a usufructuaris) i havien de servir al gran propietari (en general les exigències i drets d'aquest van anar augmentant progressivament i es va arribar a usar els colons i probablement també els usufructuaris com a reclutes). Els colons (coloni) eren persones lliures que tenien arrendada una part de la terra a un gran propietari, i n'havien de pagar per l'arrendament una part determinada de la producció i prestacions de treball (corvatae).
Un altre factor que va contribuir que s'abandonessin moltes terres fèrtils va ser la inseguretat causada per les invasions i el bandidatge. Aquestes terres sovint s'havien tornat poc rendibles davant la dificultat de vendre la mercaderia (calia treballar per lliurar la collita a l'estat), i va caldre posar-hi remei, obligant les ciutats a trobar ocupants cultivadors de les terres abandonades. El procés va afectar sobretot els petits pagesos: arruïnats pels escassos beneficis i els alts impostos, o perdien les seves terres pels deutes, o les abandonaven i buscaven en un altre lloc la subsistència, a vegades com a bandits. Quan la pesta s'acarnissava en la família, els supervivents no tenien altra opció que vendre o passar al servei d'un gran o mitjan propietari (els petits propietaris portaven ells mateixos la seva hisenda i era essencial que la família fos prou àmplia, i quedaven sense mitjans després d'una pesta que liquidava part de la família). Si tots morien, les terres s'abandonaven. Per explotar aquestes terres es recorria evidentment als propietaris més grans, que les deixaven en mans de pagesos sense terra o artesans sense treball, que quedaven convertits gairebé en esclaus, depenent en tot de l'amo, el qual es feia càrrec de les obligacions (munera) degudes per la terra.
La sort dels esclaus havia anat empitjorant progressivament, i normalment vivien encadenats, i se'ls tancava en calabossos. La seva productivitat era baixa i es recorria al seu increment numèric. Aquests esclaus tractaven sens dubte d'escapar, i potser una part ho va aconseguir aprofitant assalts dels bandits o saquejos dels bàrbars. Es va passar d'un continu increment d'aquesta mà d'obra barata a un progressiu descens, cosa que va repercutir també en la menor producció de les grans hisendes, compensada només parcialment pels productes de les noves terres que s'agregaven, i per la productivitat més gran dels colons.
Després del 235 aproximadament no es van construir més edificis públics. Això sembla lògic en una situació inestable, i on altres prioritats absorbien els recursos. Però tampoc es van construir més cases particulars, i això dona idea de l'empobriment patit i de la inseguretat regnant. La categoria social dels terratinents de la ciutat (anomenats curials, encara que no necessàriament ho eren) va disminuir a favor dels terratinents de fora de les ciutats (anomenats senadors).
El teatre, els jocs, els esports, els espectacles, van desaparèixer de la vida ciutadana. Fins i tot algunes mines es van tancar per falta de mà d'obra (els esclaus fugien) o perquè estaven en zones devastades per les invasions.

## Dioclecià

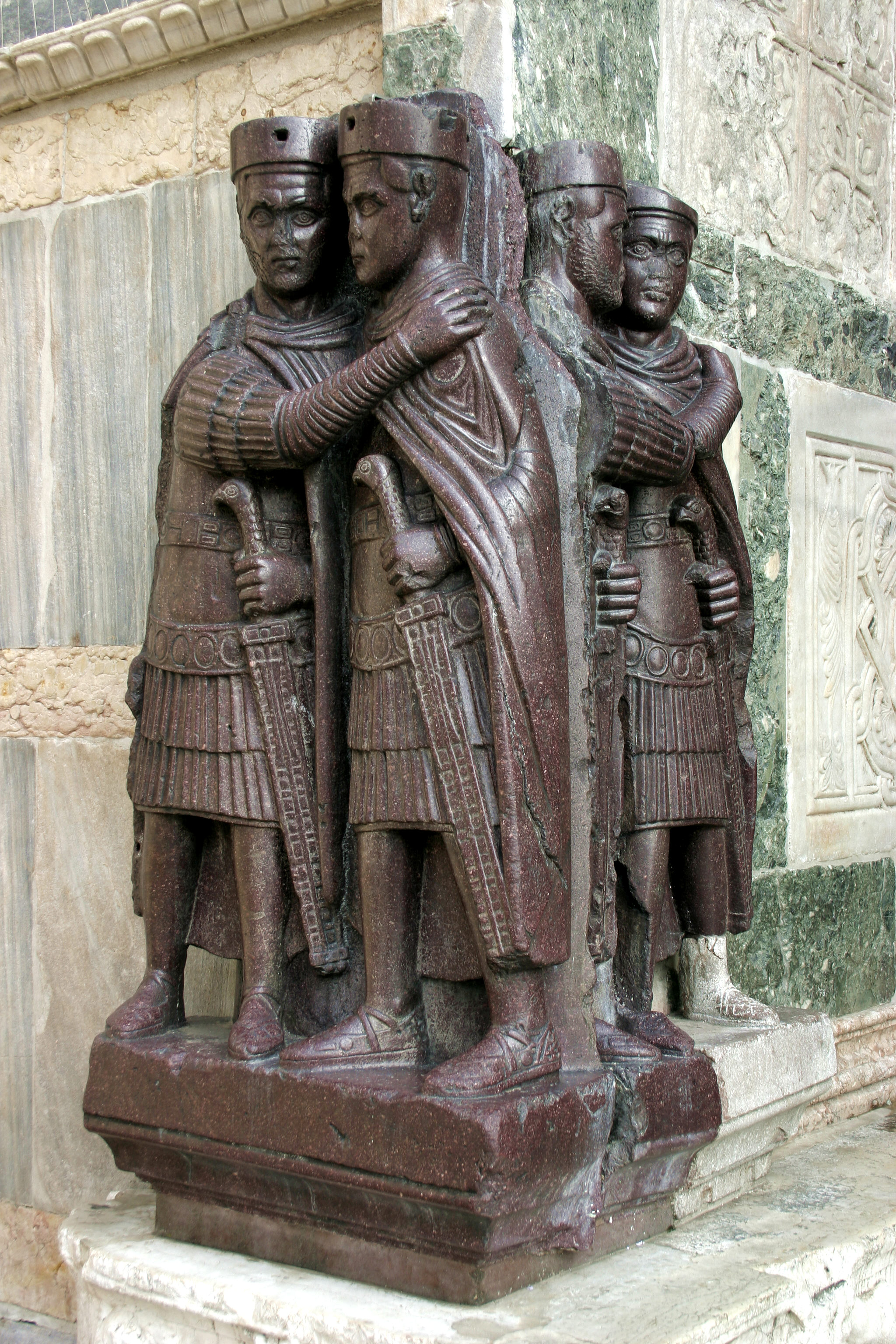
La Tetrarquia, Dioclecià va dividir l'Imperi Romà en quatre parts i en quatre governants

Amb l'elecció del general Valeri Aureli Dioclecià per governar l'imperi el 284 aquest va semblar recuperar-se de la crisi del segle iii: de fet la recuperació ja s'havia iniciat els últims anys. Dioclecià havia nascut a Dioclea (Dalmàcia) cap al 240, fill d'un escrivà, i net d'un llibert (fins i tot s'ha especulat que el mateix Dioclecià era el llibert d'un senador), que es va allistar jove a l'exèrcit i va efectuar una brillant carrera militar: ocupà els càrrecs de governador de Mèsia, cònsol suffectus i cap de l'escorta imperial. Es creu que sent un simple soldat, una sacerdotessa li va profetitzar que seria emperador quan matés un senglar (en llatí Aper), i durant la seva vida aprofitava qualsevol ocasió per caçar aquests animals i donar-los mort. No obstant això, quan va donar mort a Arri Àper es va adonar que es tractava d'aquest a qui es referia la profecia, i per això va matar Àper de pròpia mà.
Vençut probablement per Carí, l'assassinat d'aquest li va permetre ser reconegut unànimement. Dioclecià no va expropiar ni va desterrar els seus rivals.
A la propaganda oficial que saluda l'accés a un nou emperador, Dioclecià fou anomenat Parens Aurei saeculi ('pare d'una nova edat d'or'), i encara que aquest títol no tenia valor (els emperadors anteriors van usar sovint lemes al·lusius a la pau, la prosperitat, la felicitat, l'abundància, etc.) en aquesta ocasió es va apropar més a la realitat (es va obrir una nova època, no una edat d'or però sí una restauració, si bé també es van posar les bases per a la destrucció social que van donar pas a l'edat mitjana. El nou emperador va confiar el govern d'Occident al general Maximià amb el títol de "Cèsar" l'1 de març del 285 i en aquesta ocasió va prendre el títol de Jovi, mentre Maximià va prendre el d'Herculí. El 293, Dioclecià i Maximià designaven un Cèsar cada u (Galeri i Constanci I Clor, respectivament), i els adoptaren formalment com a hereus, i hi establiren la tetrarquia. Tanmateix, aquests no eren merament successors: cada u tenia autoritat sobre aproximadament un quart de l'imperi. En la pràctica, doncs, l'imperi es dividia en quatre bocins. Dioclecià, que va tractar de salvar un imperi que queia a l'abisme, va ser el primer emperador que va dividir l'imperi per facilitar-ne la gestió. L'imperi es va tornar a unir i separar en diverses ocasions seguint el ritme de guerres civils, usurpadors i repartiments entre hereus al tron fins que, a la mort de Teodosi I el Gran, va quedar definitivament dividit.
Tenint en compte que durant el mig segle precedent a l'ascensió de Dioclecià l'imperi estava en un estat gairebé constant de guerra civil, és notable que la tetrarquia no es desfés immediatament a causa de la cobdícia de cap dels quatre emperadors. Tanmateix, la naturalesa oportunista de la política imperial romana aviat va provocar la desintegració de la tetrarquia i el restabliment de la monarquia. El 305, Dioclecià es retirava i Maximià es persuadia de fer el mateix. Els dos cèsars esdevingueren emperadors suprems com estava previst, però quan arribà el temps d'escollir cèsars nous, els militars i el Senat hi intevingueren i presentaren els seus candidats.

## Constantí I el Gran

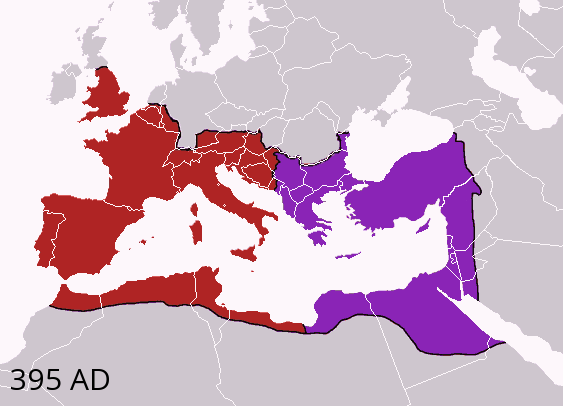
L'Imperi Romà es va dividir en dues parts el 395 dC
Imperi Romà d'Occident
Imperi Romà d'Orient

Constanci Clor va morir el 306 i els soldats van aclamar com a «August» el seu fill Constantí (Constantí el Gran) el 25 de juliol del 306, però a Itàlia i a Àfrica va ser reconegut Maixenci, fill de Maximià (que penedit de la seva abdicació va ser cridat pel seu fill i va tornar a exercir com a August), i s'ignoraren els drets del Cèsar Flavi Valeri Sever. Galeri va reconèixer Constantí i Sever com a Augusts, i es va pronunciar contra Maixenci. Però Sever va fracassar davant Maixenci, i el mateix li va passar a Galeri.
Sever va abdicar a favor de Licià Licini I. Maximí Daia i Licini es van proclamar "Augusts" i així va arribar a haver-hi sis augusts: Galeri, Maximí Daia, Licini, Constantí, Maximià i Maixenci. Maximià (sogre de Constantí) va ser empresonat sobtadament pel seu gendre el 308 i després el va fer matar el 310. Galeri, Licini i Constantí van promulgar l'edicte de tolerància de totes les religions el 311 el primer i el 313 els altres, edicte que afavoria els cristians. Galeri va morir poc després de promulgar l'edicte. Maixenci va ser eliminat el 312 i Maximí Daia el 313, i n'ocupà el lloc Licini, que després entrà en lluita amb Constantí, que el va vèncer ràpidament i pactà la pau el 314 d'acord amb un repartiment de l'imperi molt favorable per a Constantí, i renuncià Licini (que mancava de fills) a nomenar successor. El 319, després que Licini va tenir un fill anomenat Lucià vers el 415, es van reprendre les querelles i va esclatar la guerra el 323. Finalment Constantí va vèncer Licini, que va capitular el 18 de setembre del 324 i fou executat el 325, i Constantí va quedar com a únic emperador, amb el seu fill Crisp (germà de Claudi II) que ja exercia el títol de "Cèsar". La llegenda diu que abans de la victòria Constantí va veure una creu al cel, i va manar als seus soldats que pintessin el símbol cristià als seus escuts. Després d'aconseguir la victòria, que la va atribuir a l'ajuda del nou déu cristià, el nou emperador Constantí es va convertir al cristianisme, i fou el primer emperador cristià de l'Imperi Romà.
Crisp va morir posteriorment executat, i també el seu nebot Lucià. Constantí va traslladar la capital de l'imperi de Roma a Constantinoble. El 335 Constantí va repartir l'imperi entre els seus tres fills Constanci II, Constantí II i Flavi Juli Constantí (amb el títol d'"Augusts") i un nebot, Dalmaci Cèsar (amb el títol de "César), i correspongué la Tarraconense al fill gran Constantí II.
L'emperador Constantí I, conegut com "el Gran", va morir dos anys després el 22 de maig del 337 i els drets del nebot Dalmaci i el seu germà Anibalià, i altres membres de la família imperial, van ser aviat suprimits amb el seu assassinat pels soldats, i foren reconeguts únicament els tres fills de Constantí. Tots els familiars de Constantí (inclòs el seu germà Juli Constanci i els seus nebots Dalmaci i Anibalià, i altres membres de la família imperial llevat de dos nens anomenats Gal i Julià, fills de Juli Constanci i de Basilina, i una nena, germana d'ambdós, que es va casar amb Constanci II, van resultar morts per la soldadesca.
L'any 340 va morir Constantí II i els seus territoris van passar a Constanci, que va acabar com a únic emperador el 353. El 355 va nomenar un cosí anomenat Julià com a "Cèsar" i li va cedir el govern d'Occident amb la Tarraconense. Julià l'Apòstata es va rebel·lar i a la mort de Constanci va quedar com a únic emperador, però va morir el 363 i el va substituir el general Jovià, mort poc després el 364, i accedí al tron el general Valentinià I, que va associar-hi el seu germà Valent, al qual va cedir l'Orient.

## Teodosi I el Gran
Mort Valentinià I el 375 el van succeir els seus fills Gracià i Valentinià II. Gracià va nomenar el 19 de gener del 379 el general Teodosi amb el títol d'"August". La Tarraconense va quedar en mans de Gracià, que va ser assassinat el 25 d'agost del 383 després de la rebel·lió de Magne Màxim a Britànnia. Teodosi va reconèixer Magne Màxim, i Valentinià II (pel qual governava com a regenta la seva mare Justina) va romandre neutral.
Magne Màxim va expulsar poc després Valentinià II (386) i es va apoderar d'Itàlia, però Teodosi el va atacar, el va derrotar i el va executar (388), i restablí com a emperador d'Occident a Valentinià II, que tenia 17 anys (la seva mare ja havia mort), encara que el govern de facto va correspondre a Teodosi, que pensava exercir-lo a través del general Arbogast.

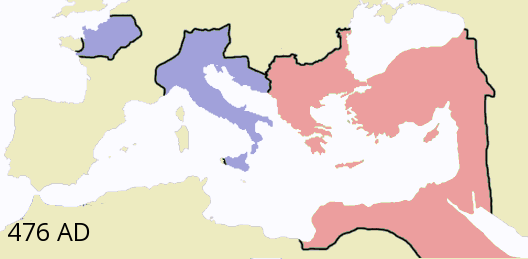
L'Imperi Romà l'any 476 dC

El 392 el general Arbogast va ser destituït; es va rebel·lar i assassinà a Valentinià II el 15 de maig del 392; va col·locar en el tron d'Occident un noble romà pagà anomenat Eugeni (emperador). Però una vegada més Teodosi I el Gran el va atacar i vèncer el 5 i 6 de setembre del 394; se suïcidà Arbogast i fou executat Eugeni. Teodosi I el Gran va morir poc després, el 17 de gener del 395 i va deixar Occident al seu fill Honori, que només tenia 11 anys, confiant la seva custòdia al Magister Militum Estilicó, un vàndal romanitzat que gaudia de gran prestigi en l'exèrcit pels seus dots militars. Estilicó va caure assassinat víctima d'una intriga palatina el 23 d'agost del 408 i probablement en la mateixa època es va sotmetre la Tarraconense a Constantí III, proclamat emperador a la Gàl·lia. Finalment el 476 Odoacre va deposar l'usurpador Ròmul Augústul. El Senat va enviar les insígnies a Constantinoble, la capital d'Orient, formalitzant així la caiguda de l'Imperi Romà d'Occident. L'imperi d'Orient prosseguiria uns segles més sota el nom d'Imperi Romà d'Orient, fins que el 1453 Constantinoble va caure sota l'Imperi Otomà.

## Caiguda de l'Imperi Romà d'Occident

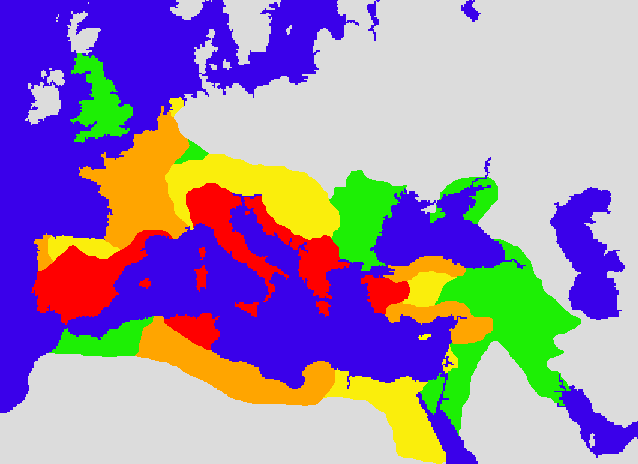
Mapa de l'Imperi Romà a l'any 133 aC (vermell), 44 aC (taronja), 14 dC (groc), i 117 dC (verd)

La caiguda de l'Imperi Romà és el procés de decadència que va portar a la fragmentació de l'Imperi Romà d'Occident l'any 476.
Cap al segle iv, Roma seguia dominant un extens imperi, que tenia com a eix el mar Mediterrani. La civilització romana s'estenia des del Rin i el Danubi fins al Sàhara, des de l'occident d'Hispània fins a Mesopotàmia.
El triomf del cristianisme, que va ser convertit en religió oficial per l'emperador Teodosi I el Gran a finals del segle iv, consolidava encara més aquesta unitat. Tanmateix, en aquell moment, aquest immens imperi patia una greu crisi que a la llarga el faria desaparèixer. Era un gegant cansat després de diversos segles d'expansió i esforços.
Alguns símptomes d'aquesta decadència eren:
- La corrupció dels alts càrrecs de l'administració.
- La passivitat del ciutadà davant problemes i obligacions.
- El retrocés del comerç per excés d'impostos que havien de pagar els comerciants i artesans.
- La decadència de les ciutats, abandonades per les classes altes, instal·lades a les seves vil·les d'esbarjo.
- Crisi de la classe mitjana, aclaparada per les pressions fiscals.
- Un greu descens demogràfic.

L'exèrcit es conservava encara fort, malgrat que era cada vegada més freqüent l'allistament de germànics, que ocupaven fins i tot alts càrrecs de comandament.
A part d'aquesta situació, ja de per si greu, una forta amenaça assetjava Roma. Es tractava de la pressió que sobre els seus "limes" o fronteres feien els pobles germànics. La derrota i mort soferta per l'emperador d'Orient Valent l'any 378 enfront dels visigots, en la batalla d'Adrianòpolis, va ser-ne un seriós avís.
El seu successor Teodosi I el Gran (379-395) tenia a les mans la difícil empresa d'injectar nova vida a l'imperi, i la seva gestió va ser afortunada. Va aconseguir detenir la temuda allau germànica i de la seva època es parla com un "renaixement teodosià". Però quan va morir tot va seguir com abans, i fins i tot es va agreujar.
Per realitzar millor la defensa i administració de l'imperi, Teodosi el va dividir entre els seus dos fills; donà a Honori Occident i a Arcadi l'Orient. No obstant això, aquesta decisió va significar el trencament decisiu de la unitat romana, en seguir els dos territoris destins molt diferents. L'imperi d'Orient, salvat de la invasió germànica, viurà, amb el nom d'Imperi Romà d'Orient, mil anys més que el d'Occident, que sucumbirà l'any 476.